# Tillia tepe
Tillia tepe, Tilia tepe, Tillya tepe, o Tillā tapa (persa: طلا تپه, 'el túmul d'or», o 'el pujol d'or') és un jaciment arqueològic afganés de la província de Jowzjān, a prop de Xibarghan. L'excavà el 1978 un equip sovieticoafganés dirigit per l'arqueòleg grec pòntic Víktor Sarianidi, un any abans de la invasió soviètica de l'Afganistan al 1979.
Les excavacions al tel de l'edat del bronze han permés exhumar un tresor de més de 21.000 peces en sis tombes (cinc de dones i una d'home), que contenien joies molt elaborades i datades del voltant del s. I ae. Dels milers d'objectes desenterrats n'hi ha d'or, turquesa i lapislàtzuli.
D'acord amb Jean-François Jarrige, és «un enlluernador conjunt d'ornaments en què es barregen l'art de les estepes, la iconografia grecoromana, objectes indis i espills xinesos, tots del segle I». Les excavacions han ofert una «replega extraordinària d'objectes, enlluernadors pel seu tema i refinament, però encara més valuosos per tots els contactes que suggereixen», segons Pierre Chuvin. El tresor és «un valuós testimoniatge d'un món obert durant molt de temps als bescanvis comercials», i alhora el «prototip de tresor arqueològic oriental».

## Etimologia i ubicació

Mapa de Bactriana. Tillia tepe és a la part occidental de l'antiga zona de Bactriana

Tillia tepe és a Bactriana, la plana de la qual la forma el riu Amudarià, antic Oxus. Trancorre pels estats actuals de l'Afganistan, l'Uzbekistan i el Tadjikistan. Les valls compten amb oasis alimentats per un sistema de rec precoç des del segon mil·lenni ae, proveït de preses i canals. La zona té una agricultura desenvolupada des de la més remota antiguitat.. És una zona de pas per a les vies comercials de l'Índia i la Xina. La plana del nord de l'actual Afganistan que voreja el riu Amudarià «està esguitada de turonets, que són restes d'antics assentaments», recorreguts i explorats, almenys superficialment, des de temps immemorials per la població autòctona. Aquests túmuls o monticles són denominats «amb noms evocadors en llengües turqueses o iranià actual»: «pujol dels infidels», «pujol dels joiers», etc. El jaciment de Tillia tepe era, abans de ser excavat, una elevació artificial del terreny amb una alçada de quatre metres, i es troba obert a l'estepa.
La ciutat fortificada d'Emshi tepe, a 5 km al nord-oest de la moderna Xibarghan a la carretera d'Aqtxa, és només a 500 metres de la cèlebre necròpoli de Tillia tepe i prop dels contraforts de l'Hindu Kush. A Emshi tepe s'ha trobat un palau, una ciutadella i muralles. Era un lloc actiu en l'època grecobactriana durant l'Imperi kuixan.
L'actual ciutat de Xibarghan és a uns 100 km a l'oest de Balkh.

## Història

### Història de la regió
Aquesta àrea fou un centre important des de l'època aquemènida, del segle VI al IV ae. La conquesta d'Alexandre el Gran ca. l'any 331 ae hi ha deixat poques restes. Els bactrians s'uniren al conqueridor macedoni en el 327 ae, quan aquest es casà amb Roxana, una de les seues princeses i en nodrí l'exèrcit amb tropes locals. Després, Bactriana fou sotmesa pels selèucides i pel Regne grecobactrià, fins que es produí la secessió del sàtrapa Diòdot I, governador macedoni de la província l'any 246 ae. Bactriana s'expandí al sud de l'Hindu Kush durant el regnat de Demetri I de Bactriana (200-180 ae). El regne grecobactrià va resistir els embats de conquesta dels selèucides i de l'Imperi part, senyors de l'altiplà iranià ca. 160 ae. La civilització grega s'hi implantà profundament com ho demostren les excavacions d'Alexandria d'Oxiana (Ai Khanoum) i va deixar «empremtes indelebles en la cultura de les poblacions locals».
Els nòmades, com els yuezhi, expulsats dels límits de la Xina pels xiongnu cap al 175 ae, arribaren a l'Oxus i arrasaren el Regne grecobactrià cap a la meitat del segle ii aC, o ca. 130 ae. En el seu camí van expulsar els saces, en un moviment global per pressió d'altres pobles.
La qüestió de la identitat dels nòmades responsables de la caiguda n'és complexa, se'n dedueix d'alguns passatges d'Estrabó, i també d'algunes fonts xineses que anomenen sols als yuezhi. Estrabó deu confondre els yuezhi amb els tocaris.
Alexandria d'Oxiana va caure cap al 145 ae, i el regnat d'Heliocles I, el darrer governant dels grecs bactrians, acaba al 130 ae. En el 129 ae, Zhang Qian situa els yuezhi al marge dret de l'Amudarià, però sense arribar a ocupar Bactriana, que fou «conquerida als grecs per altres ètnies nòmades». En aquest període van succeir invasions al llarg de tota la zona fins a la Xina, que se'n protegeix amb la Gran Muralla Xinesa. Molts pobles nòmades arriben a la frontera oriental de l'Imperi part a partir del darrer terç del segle II ae. Entre aquests pobles, els saces s'establiren a la província de Sistan, «els pobles no yuezhi gravitaven en l'òrbita de l'Imperi part», amb el qual a vegades s'aliaven i altres rivalitzaven.

L'Imperi kuixan en la màxima extensió

Els principats indogrecs eren al sud de l'Hindu Kush i el Panjab fins al començament de l'era comuna, fins a prop de l'any 20.
Els nòmades que van arribar fins a l'Oxus i conqueriren la resta del Regne grecobactrià, hi fundaren principats, un dels quals es deia «Kuei Shuang», anomenat Kuixan més tard. Emshi tepe degué ser la residència del governador de la província. Per a Bernard, els ocupants de Tillia tepe eren nòmades sedentaritzats, que s'assentaren a l'àrea de Xibarġhan i residien a Emshi tepe. Ell mateix considera, però, que a mitjan segle I «un territori […] escapava al control de l'incipient Imperi kuixan».
En acabant, els kuixan es van apoderar de la zona i convertiren el seu imperi en una «cultura estrictament kuixan nascuda d'una barreja de tradicions grecobactrianes, de la Xina, l'Índia i Pèrsia».
L'Imperi kuixan fou «el primer gran imperi nòmada». S'estenia des del nord de l'Índia i Afganistan fins a l'Àsia Central, tot i que la història dels seus èxits i fets en gran part es desconeix.

### Història del jaciment arqueològic
El monticle artificial que encloïa les tombes tenia de 3 a 4 m d'alçada i 100 m de diàmetre. L'edifici descobert tenia sales amb columnes i una muralla, tot de rajola. L'establiment, amb un temple, es remunta al final de l'edat del bronze i a la primeria de l'edat del ferro, al voltant del 1600 ae. El temple tenia un altar cruciforme. Les instal·lacions es feren servir durant 500 anys.
L'emplaçament del temple s'ocupà com un hàbitat un breu període i després fou abandonat. Les tombes es disposaren entre les ruïnes al començament de l'era comuna.
El descobriment a la necròpoli de monedes permeten datar-la entre 10 ae i 100, és a dir, des del final del Regne grecobactrià i l'Imperi kuixan. Aquesta època correspon a un «període fosc i misteriós» per a la zona, segons Sarianidi.

### Descobriment

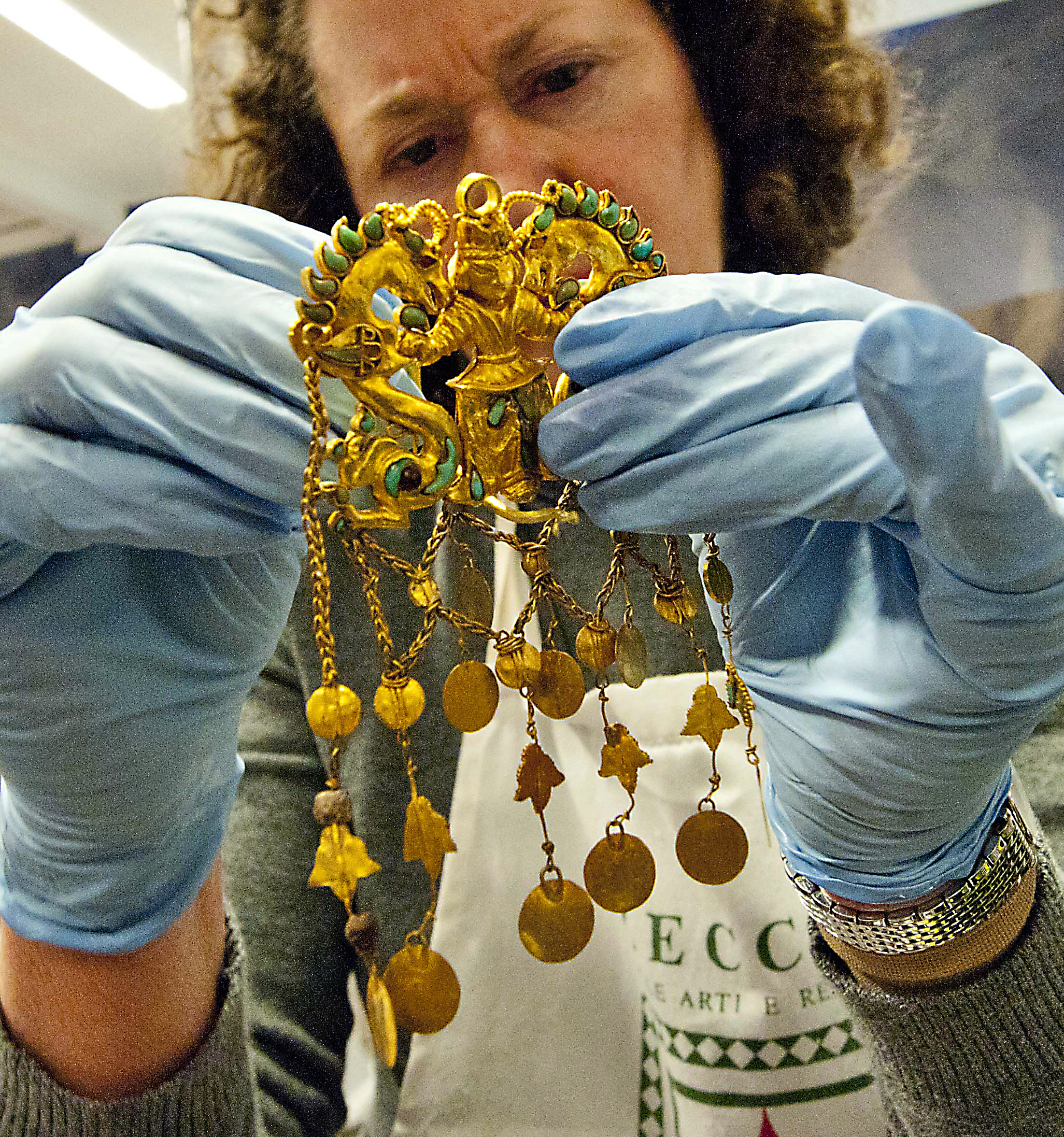
Cura dispensada a un penjoll (fotografia de 2012)

L'arqueòleg Viktor Sarianidi, «especialista en l'edat del bronze» i el seu equip comencen a excavar a la zona al 1968. La missió incloïa també l'arqueòleg francoafganés Zemaryalai Tarzi. Van explorar la riba esquerra de l'Oxus per tal de completar els treballs empresos a l'Uzbekistan i Turkmenistan i les planes de loess al nord de l'Afganistan des del 1969. Excavaren al jaciment Tillia tepe en l'hivern de 1978-1979, després d'haver-ne iniciat l'estudi al 1970, segons Dupaigne. Al 1977 els fragments de ceràmica recollits són de seguida percebuts com a específics. La recerca fou molt precisa, malgrat les dificultats relacionades amb la situació política.
El 13 de novembre de 1978, l'equip volia tancar el jaciment pels escassos resultats obtinguts. Però hi continuà, i té lloc l'excavació de la primera sepultura el 15 de novembre. Van traure a la llum, a més de metalls preciosos, ossos humans que foren estudiats pels laboratoris d'antropologia, fragments de tela, «elements de dos arcs, restes d'un tron plegable i molts altres objectes més valuosos com les més precioses joies». El descobridor va qualificar la troballa com «el descobriment del segle».
Els arqueòlegs van treballar a la Bactria afganesa tant com els fou possible. El 8 de febrer de 1979, els objectes van ser transportats a Kabul. Viktor Sarianidi deixà Afganistan abans de finalitzar febrer. Al desembre de 1979, però, la invasió de l'Afganistan per l'URSS va impedir la represa de les excavacions. Alguns elements semblants als trobats durant les excavacions van afluir al mercat de les botigues d'antiguitats, a Peshawar i per internet a principi dels anys 2000, prova que n'hi havia excavacions clandestines, potser en la setena tomba de la necròpoli, «despertant tota la cobdícia i tots els rumors».
Algunes troballes s'exposaren al Museu Nacional de Kabul el 1980, i després es transferiren al palau Kouti Baghtcheh al 1985.
El director de la missió en feu un inventari fotogràfic el 1982, i una publicació el 1985, L'or de Bactriana. Els resultats de les excavacions es publicaren el 1989 amb el títol El temple i la necròpoli de Tillia tepe.
Alguns objectes de les excavacions s'exposaren al Museu de Kabul el 1988.

### Vicissituds del tresor

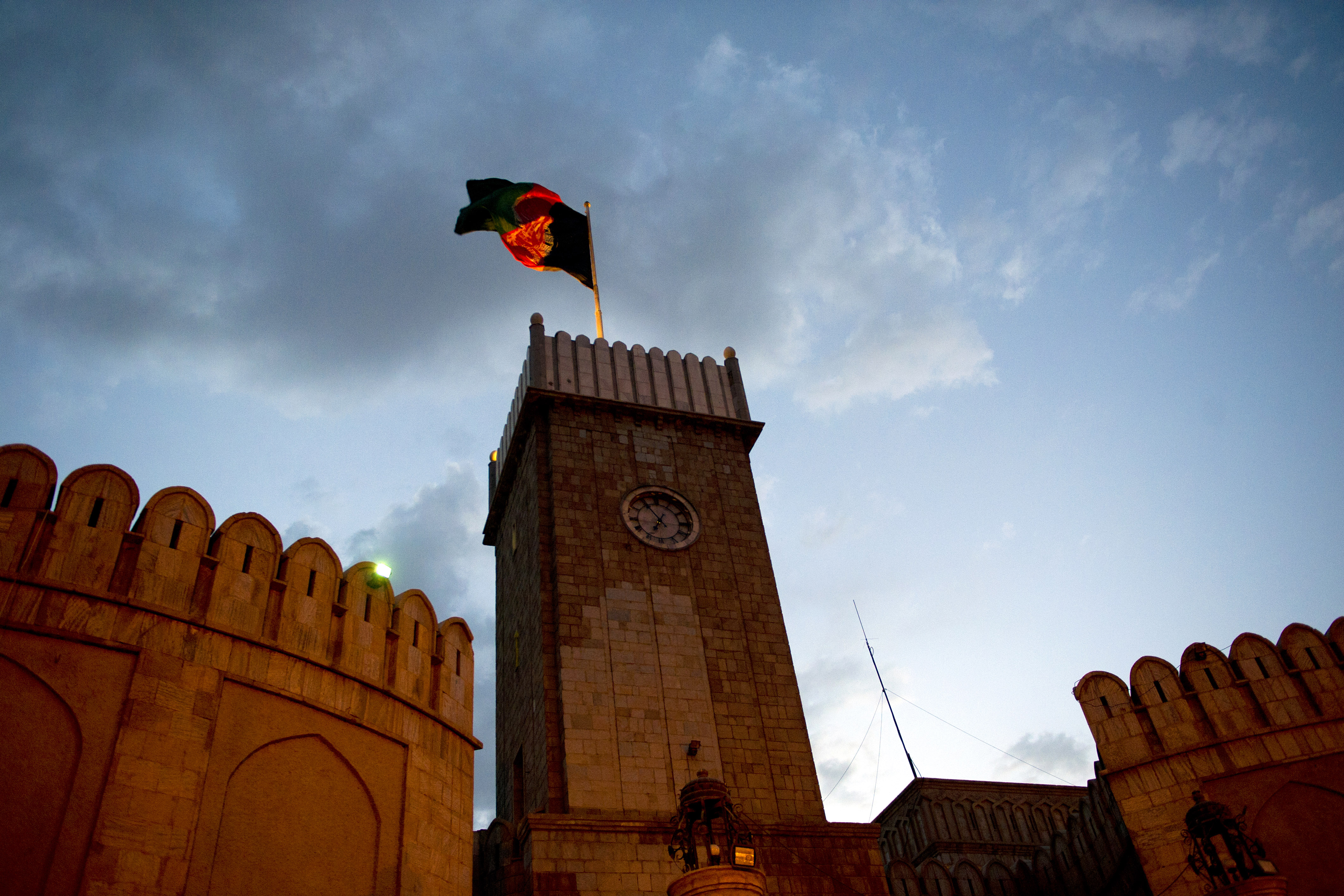
Vista del palau presidencial, l'Arg, que albergà el tresor durant un quart de segle

El 1988, per la situació deteriorada a Kabul, alguns funcionaris del Museu Nacional proposaren al president de la república Mohammad Najibullah la transferència d'obres, entre aquestes el tresor de Tillia tepe, a un lloc segur. Es guardaren en cofres de seguretat al Banc de l'Afganistan, als soterranis de l'Arg, el palau presidencial de Kabul; i «el secret estaria fora de perill», encara que «alguns afganesos poguessen ser torturats i assassinats per no revelar-ne l'amagatall».
El tresor desaparegué i aquest «fet fou sospitós per al públic en general, que mai cregué que el tresor estigués totalment perdut, malgrat el clima de rivalitat entre blocs (...), les lluites de faccions, i la manipulació de la informació». Al 1988, el tresor ix de l'Afganistan: els rumors apuntaven al fet que els soviètics l'havien robat. Le Monde ho publica el 15 i 16 de maig. El mateix rumor circula en el moment de la retirada de l'exèrcit soviètic de l'Afganistan al març de 1989. També altres rumors, en particular en la dècada de 1990, «parlaven de robatori, venda en el mercat negre i fins i tot la seua fosa».
L'any 1989 fou la darrera volta en què va ser vist el tresor de Tillia tepe; després es creu que va caminar perdut durant un quart de segle, fins a l'obertura dels cofres del Banc Central de l'Afganistan. El 1991, però, se'n van exposar durant un dia alguns dels objectes al palau Kouti Baghtcheh.

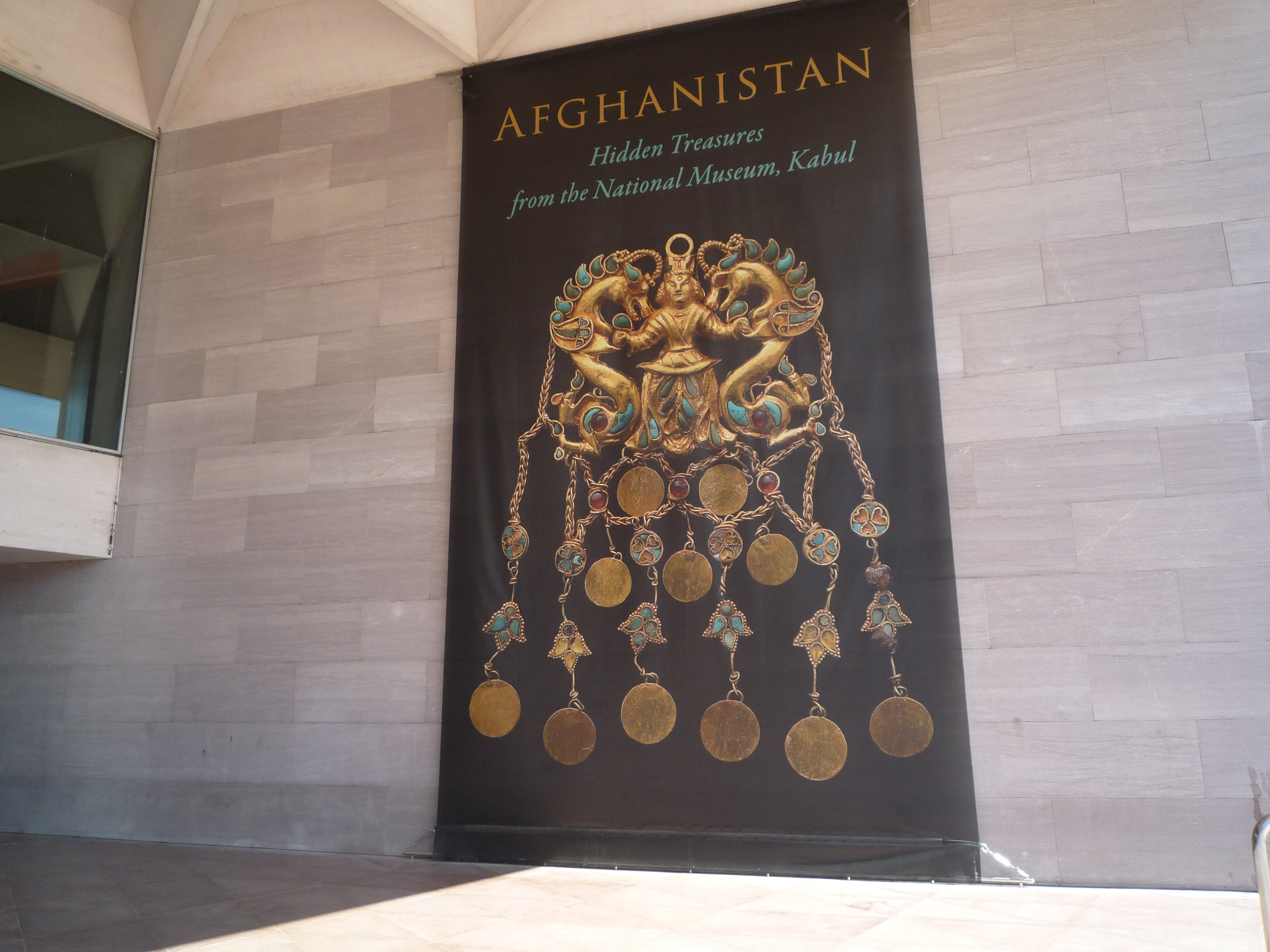
Cartell de l'exposició Hidden Treasures from the National Museum, Kabul

Es revisaren els segells al 2002 i la informació de la còpia de seguretat de la majoria de peces del tresor de Tillia tepe, i es feu públic el 2003 per les autoritats afganeses. Segons Dupaigne, el control de segells es realitzà el 29 d'agost de 2003. Se'n va fer un inventari al juny de 2004, finançat per la National Geographic Society, i mancaven 1.100 objectes del tresor.
La presentació del tresor estava prevista en una gran exposició al Museu Guimet de París i després en altres ciutats. L'eixida de les valuoses peces al principi els parlamentaris afganesos la rebutjaren, però després fou acceptada. Els objectes arriben a París el 16 d'octubre de 2006. Els restauradors del Museu Guimet hagueren de reparar un cert nombre d'objectes. L'exposició d'algunes peces es feu del 6 de desembre de 2006 al 30 d'abril de 2007. Els objectes s'exhibiren a la National Gallery de Washington del 25 de maig al 7 de setembre de 2008; el periple continuà fins al 2015 almenys, sobretot a causa de l'exposició impossible al nou Museu Nacional de l'Afganistan, encara pendent per la difícil situació política que travessa l'estat.
| Dates                                       | Llocs d'exposició des de 2006               | Llocs de les exposicions o observacions                                                                                             |
| ------------------------------------------- | ------------------------------------------- | --- |
| 6 de desembre de 2006 - 30 d'abril de 2007  | Museu Guimet                                | «Museo Guimet» (en francès). Arxivat de l'original el 2017-07-12. [Consulta: 31 març 2018].                                         |
| maig - setembre de 2007                     | Museu Arqueològic de Torí                   | |
| Final de 2007 - principi de 2008            | Nieuwe Kerk                                 | «Nieuwe Kerk» (en anglès). [Consulta: 31 març 2018].                                                                                |
| 25 de maig de 2008 - 7 de setembre de 2008  | Galeria Nacional d'Art                      | «The National Gallery of Art» (en anglès). [Consulta: 31 març 2018].                                                                |
| 24 d'octubre de 2008 - 25 de gener de 2009  | Museu d'Art Asiàtic de San Francisco        | |
| 22 de febrer de 2009 - 17 de maig de 2009   | Museu de Belles arts de Houston             | |
| 23 de juny de 2009 - 20 de setembre de 2009 | Museu Metropolità d'Art                     | «The Metropolitan Museum of Art» (en anglès). [Consulta: 31 març 2018].                                                             |
| 23 d'octubre de 2009 - 28 de març de 2010   | Museu Canadenc de la Història               | «Musée canadien de l'histoire» (en francès). [Consulta: 31 març 2018].                                                              |
| 11 de juny de 2010 - 2 de gener de 2011     | Rheinisches Landesmuseum Bonn               | |
| 3 de març de 2011 - 3 de juliol de 2011     | Museu Britànic                              | perllongat fins al 17 de juliol 2011. «British Museum» (en anglès). [Consulta: 31 març 2018].                                       |
| 10 de maig de 2012 - 2 de setembre de 2012  | Universitat Noruega de Ciència i Tecnologia | «Norges teknisk-naturvitenskapelige universitet» (en anglès). Arxivat de l'original el 1 d'abril de 2018. [Consulta: 31 març 2018]. |
| 22 de març de 2013 - 28 de juliol de 2013   | Museu de Melbourne                          | |
| 5 de setembre de 2013 - 27 de gener de 2014 | Museu de Queensland                         | «Queensland Museum» (en anglès). [Consulta: 31 març 2018].                                                                          |
| 7 de març de 2014 - 15 de juinio de 2014    | Art Gallery of New South Wales              | «Art Gallery of New South Wales» (en anglès). Arxivat de l'original el 2015-03-31. [Consulta: 31 març 2018].                        |
| 26 de juliol de 2014 - 18 de gener de 2015  | Western Australian Museum                   | «Western Australian Museum». [Consulta: 31 març 2018].                                                                              |

## Jaciment arqueològic

### El temple
El jaciment es remunta a l'edat del ferro. Els primers sondeigs fets pels arqueòlegs tragueren a la llum el paviment de rajola, els pilars i el recinte emmurallat. El temple té un altar, segurament per al culte prezoroastrià. Es calcula la data de la construcció al voltant del final del segon mil·lenni ae, i estigué en ús durant 500 anys. També es desenterrà per l'equip d'arqueòlegs sovieticoafganés un poble de l'edat del ferro.
Un incendi al segle iv aC va destruir el temple. Damunt les ruïnes es construí un poble, que fou visitat per tropes grecomacedònies.

### Descripció de la necròpoli

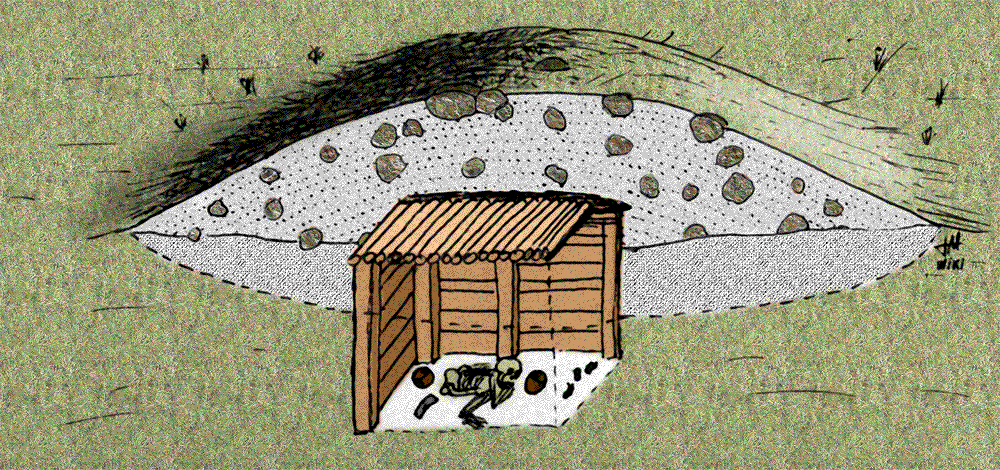
Secció d'un kurgan de les estepes. Les tombes de Tillia tepe van reutilitzar un lloc antic i la forma dels sepulcres era molt més modesta

Les persones inhumades són cinc dones i un home, un guerrer d'uns trenta anys: aquest darrer i dues dones (tomba VI i III) estan soterrats als antics murs del temple, a la part superior del monticle. Són les sepultures en què s'ha trobat més mobiliari arqueològic. Les altres se'n troben al peu del turó i una, denominada Ventafocs per Sarianidi, conté menys riqueses.
Cap elevació marca la ubicació de cada tomba, que són modestes: «una simple fossa amb un cobertura de fusta i col·locat al terra o lleument elevat, un taüt sense tapadora que embolicava un llençol».
Segons el responsable de l'excavació, aquesta modèstia es relaciona amb un desig de discreció per evitar-ne els saqueigs. Les inhumacions tenien lloc de nit, segons Sarianidi. Schiltz pensa que l'elecció d'un turó és pròpia d'un grup nòmada en procés de sedentarització o migració i no hi ha cap altra explicació: «l'essencial, segons el costum nòmada, és cavar la sepultura en un monticle», i "només cal veure l'índex de nòmades desestabilitzat dels seus circuits habituals, despullats dels seus llocs de soterrament ancestral i segurament també tributaris o aliats necessaris per a desplaçar les tones de terra que requereix la construcció d'un kurgan".
Les fosses tenen una alçada de 2 m per 1,50 m d'amplària, i es van cavar a 2 m de profunditat. Uns ganxos de ferro fixaven el taüt a terra i la part superior tenia de fusta. La roba dels morts, que ha desaparegut quasi íntegrament, era de cotó o seda; a les tombes dels personatges més importants hi havia una corona. Hi ha mantes sobre les quals es van cosir discos d'or i argent. Una de les tombes, d'un home, contenia en una vora un cap de cavall. «Els difunts es dipositaren sobre l'esquena, vestits amb perles i roba ricament brodada i adornats amb petites plaques d'or». 21.618 objectes d'or, argent i ivori s'identificaren durant les excavacions (21.813 segons Dupaigne), dels quals s'han conservat 20.587; els altres s'han perdut perquè no es guardaren en llocs segurs. Cada tomba contenia de 2.500 a 4.000 objectes, segons Dupaigne, i fins a 5000 segons Schiltz.

## Objectes mobles trobats a les tombes

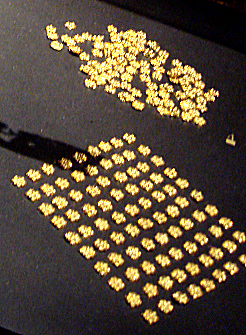
Bràctees diverses

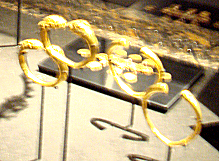
Braçalets amb cap de lleó, tomba VI

«El nombre i varietat d[els] objectes és tal que els especialistes de distints estats afirmaren d'aquest tresor que era "el descobriment del segle"»; segons Sarianidi, entre aquests objectes, hi ha «vaixella preciosa, flascons de vidres acolorits, i sobretot joies i armes cerimonials»:
- collarets amb boles buides amb perles i turqueses;
- braçalets d'or massís;
- anells amb pedres precioses i talles, camafeus;
- sivelles d'or;
- dagues i cinyells d'or;
- plaques d'or amb motius dionisíacs;
- miralls d'argent amb caràcters xinesos o amb el mànec d'ivori;
- pinta índia d'ivori;
- pedres amb déus grecs o animals fantàstics;
- arracades diverses;
- pintes d'ivori d'origen indi;
- fermalls antropomorfs d'or;
- anells adornats amb representacions d'Atena;
- estàtua d'Afrodita que porta al front un «signe indi de casta o de matrimoni»;
- òbol d'Hereu lligat als yuezhi.[31]

Moltes plaques martellejades presenten motius en relleu de desgast i estaven dissenyades per cosir-les a la roba. Els personatges duien corones, capes de metalls preciosos, i els tocats estaven proveïts a vegades amb grans penjolls. També s'hi trobaren collarets, polseres, anells, dagues, cinyells, fermalls, pedres gravades, espills amb ideogrames xinesos, que daten de l'època dels Han, entallaments grecs amb motius de divinitats. En una de les tombes aparegué un espill de bronze col·locat al pit del difunt. Moltes gemmes eren d'importació.

### Tomba 1
Primera tomba descoberta: les mides de la fossa durant les excavacions eren 2,50 x 1,30 m, amb una profunditat de 2 m; contenia el cos d'una dona jove de 20 a 30 anys i una estatura de 1,58 m.
La dona portava sobre les espatles una manta o capa, subjecta amb fermalls redons d'or. Tots els elements de la decoració de les peces confeccionades trobats testimonien un «caràcter d'adorn sumptuós i refinat». Les bràctees d'or, turquesa, lapislàtzuli i ambre dibuixen sobre els vestits un motiu complex. La difunta tenia també un necesser amb objectes de neteja, una caixa de pólvores, i una cistella amb maquillatge.

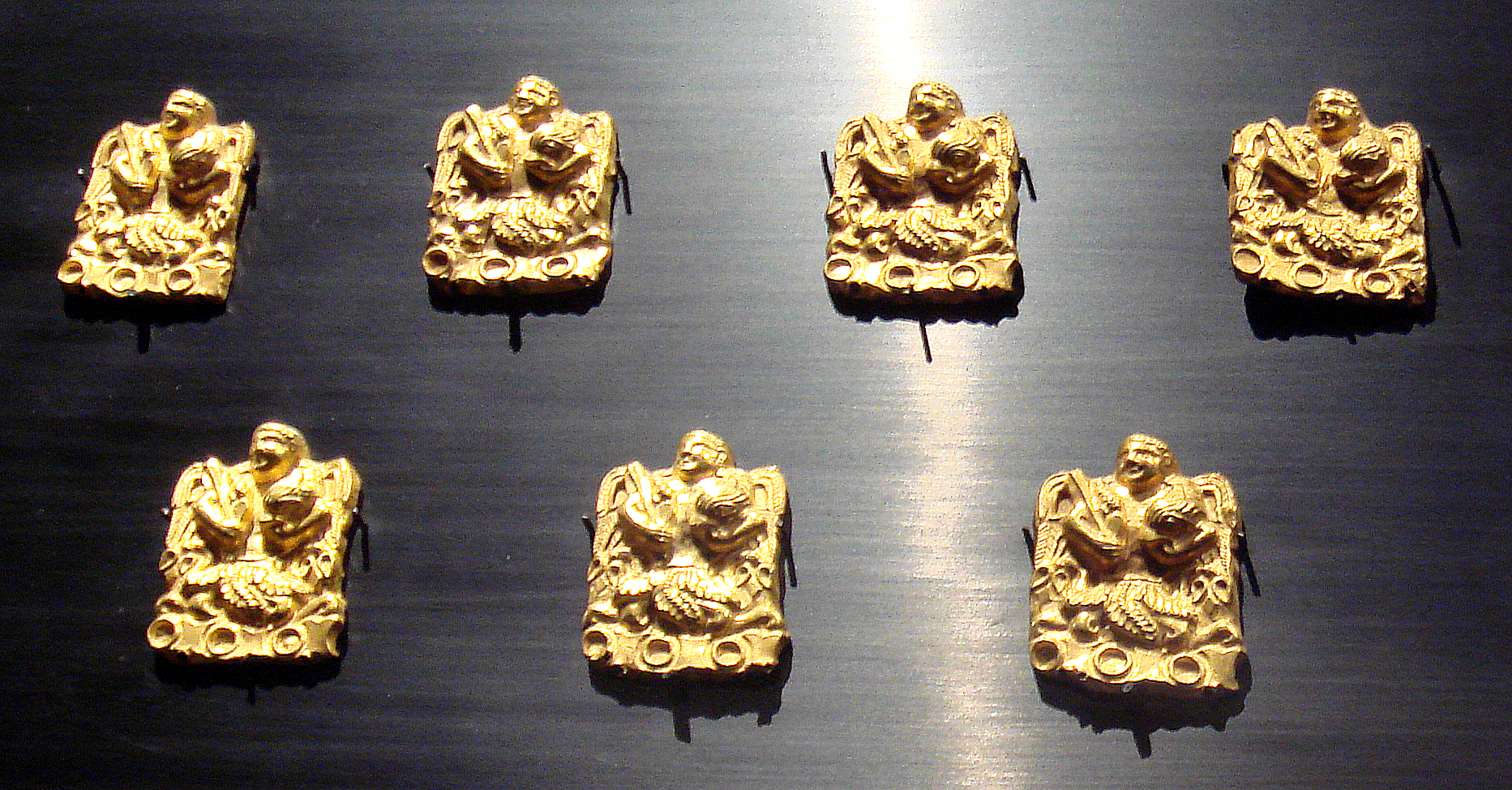
Aplicacions amb decoració denominada Home amb dofí (4,1 x 2,9 cm)

Les excavacions han exhumat set aplicacions anomenades Home amb dofí, elements de pentinat segons Sarianidi o ornaments de vestits. Els personatges són "criatures anguípedes" amb cap humà, ulls ametlats, cua de peix, un peix al voltant del coll i un rem a la mà. Els personatges estaven sense dubte proveïts d'ales. Les aplicacions s'elaboraren amb la tècnica d'estampat, però no amb la mateixa matriu perquè alguns detalls varien en les plaques. Un personatge anguípede semblant es trobà a Bagram (n'hi ha una còpia al Museu Guimet). La representació n'és una deïtat aquàtica i els dofins es representen sovint en l'art grec, però l'obra recorda més els peixos de l'Oxus, un silur o un tipus d'esturió. La divinitat pot ser una representació del riu Oxus, però el paral·lel és més probable, segons Schiltz, amb la «jove dona serp» (...), la filla del riu Dnièper i mare de tots els escites, amb una forma que imita les representacions gregues de «dees en el fullatge». «La criatura que procedeix de la terra i l'aigua posseeix un poder regenerador de les forces de la natura» i l'humà amb el dofí «estan associats al control de les aigües fertilitzadores».
El sepulcre estava ornamentat amb altres elements daurats amb gafets, un adorn per al cabell, un fermall, diferents tipus de bràctees i rosetes amb sis pètals que adornaven la part superior del vestit, a l'alçada del pit.
Un ornament cilíndric en tambor d'or, turquesa, granat i nacre  pot haver servit com a arracada, (un objecte semblant trobat a Pazyryk s'ha interpretat així), o adorns per al cabell, els blens de cabell podien passar pels forats de l'objecte. Aquesta utilització no era original, perquè l'objecte mostra rastres d'adaptació a un nou ús.
A més a més, les excavacions van traure a la llum un espill xinés del segle I ae, i una moneda d'època parta del segle I ae, o del primer quart del s. I ae, segons Schiltz; un òbol del rei Hereu que devia sostenir el difunt a la mà.

### Tomba 2

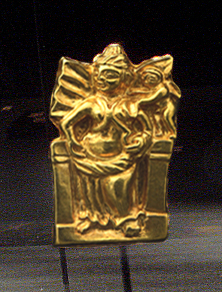
Aplicació amb Afrodita i Eros, de la tomba II, anomenada Afrodita kuixan, 4,5 cm × 2,5 cm

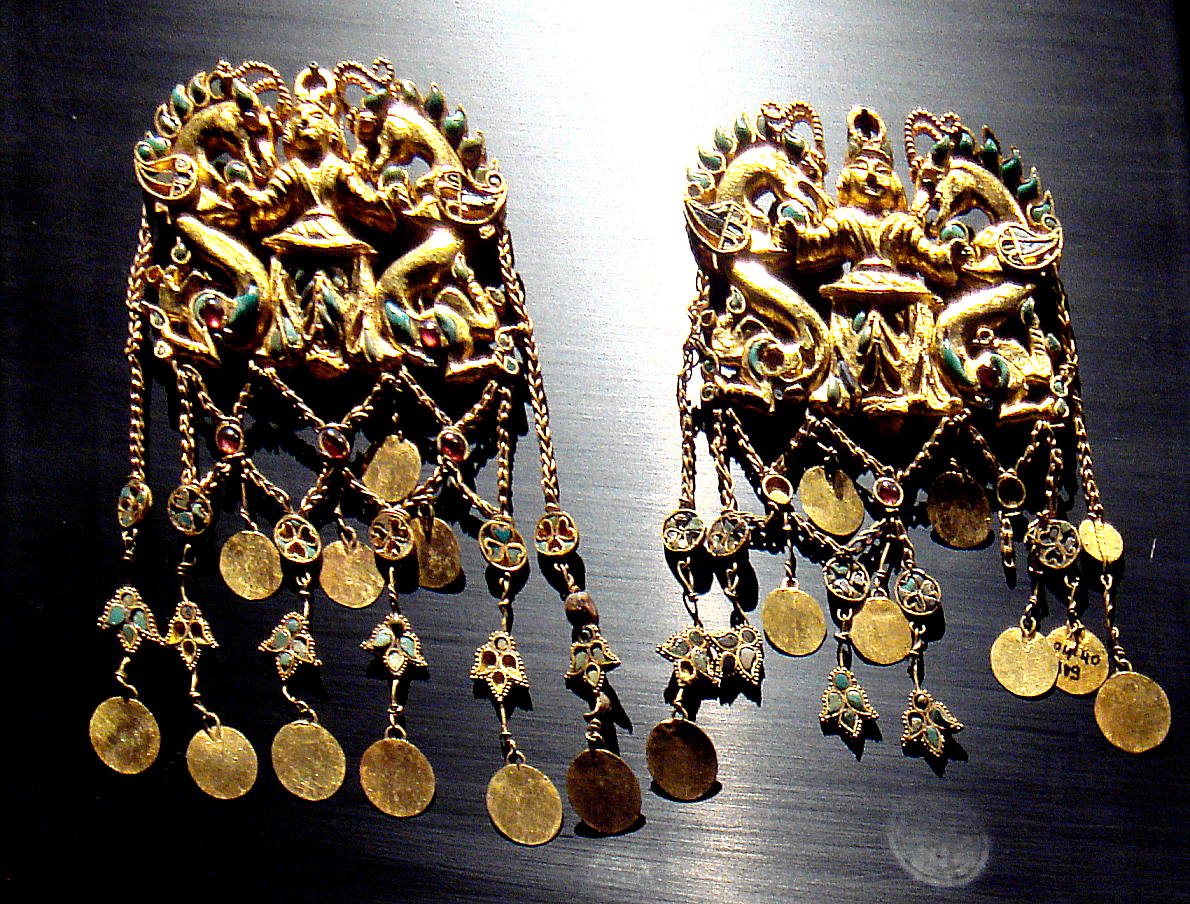
Arracades Mestre dels dracs: or, turquesa, granat, lapislàtzuli, cornalina, perla, 12,5 cm × 6,5 cm

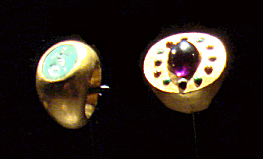
Anell amb entallament verd 3,0 cm × 2,7 cm i anell adornat amb pedres (ametista, turquesa, lapislàtzuli, ambre), 3,3 cm × 3,0 cm

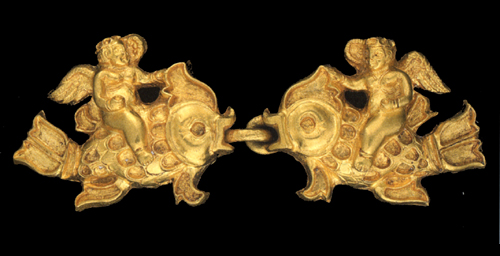
Parell de fermalls, Amor cavalcant un dofí, 4,5 cm × 3,0 cm

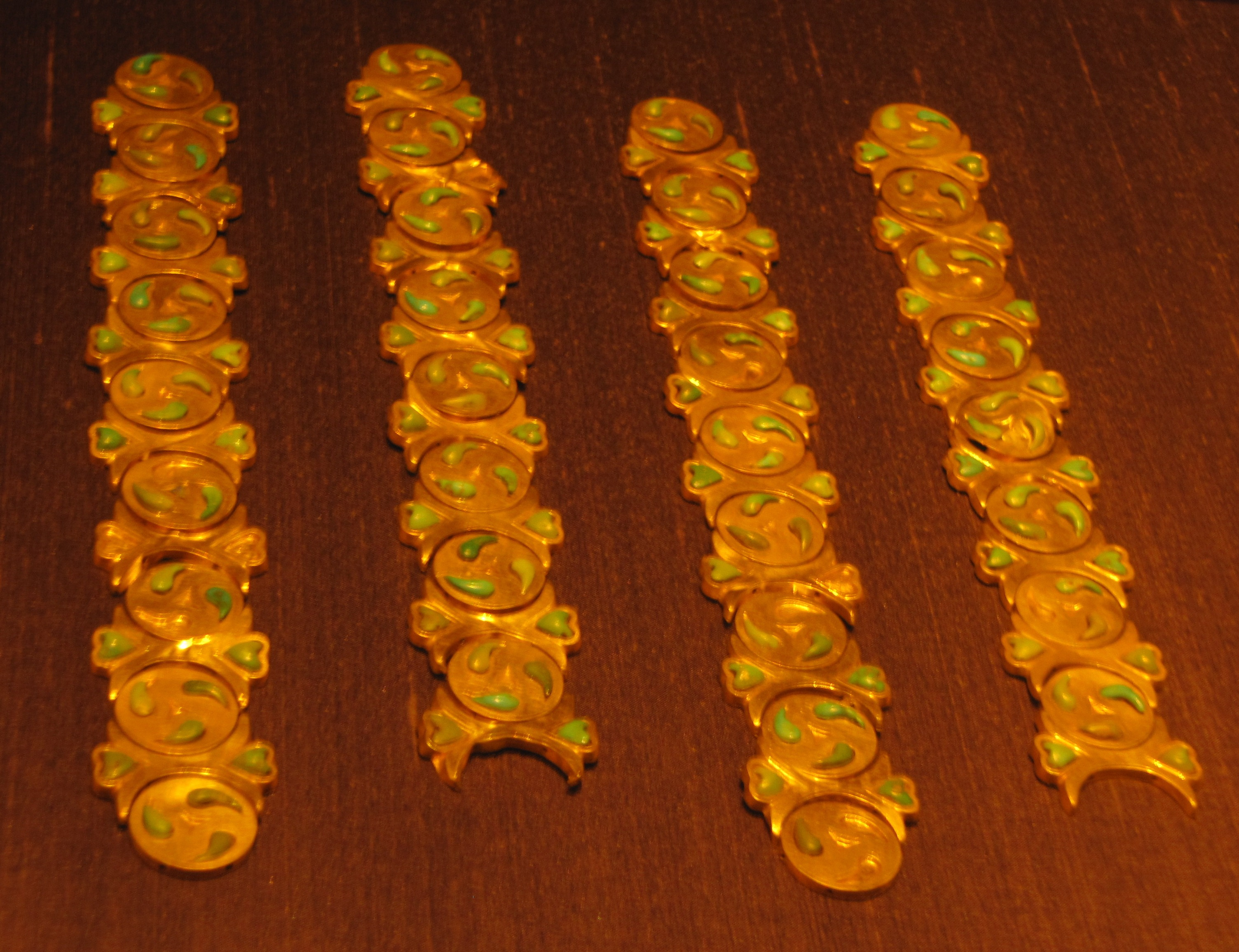
Adreç de plaques, or i turquesa, 20,0 cm × 3,1 cm

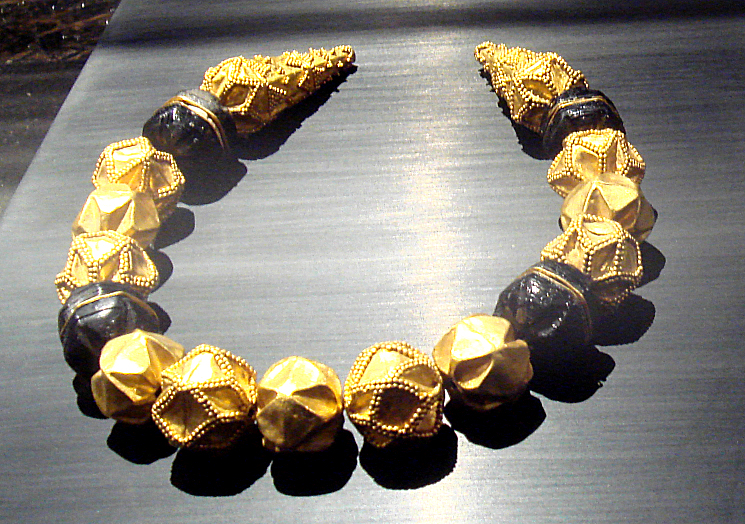
Collaret, or, ivori; 1,8 cm a 2,4 cm de diàmetre

La segona tomba descoberta és «més enllà del mur nord del temple»; té 2 m de fondària i fa 3 m de llarg per 1,60 m d'ample. El taüt tenia una capa d'algeps i estava embolicat en un llençol. L'orientació del cos de la difunta, una jove de 20 a 30 anys, correspon a l'observada en els alans de la plana del Don des de mitjan segle i.
La jove duia un alt capell cònic, «els tocats de punta alta eren quasi la norma en tot el món nòmada, des de l'Altai fins als Urals»: el capell escita està equipat amb un penjoll amb la dea dels animals. El personatge femení, mig nu, sosté una fruita en una mà i és una deïtat relacionada amb la fertilitat. A més de les aus que adornen les arestes de la joia, altres animals tenen cap de llop i cua de peix. La tiara conté «arbres de la vida estilitzats» amb aus, i aquest motiu s'ha reconegut en la diadema del tresor de Novotxerkassk i també en les necròpolis principesques coreanes de Silla. A la sepultura hi havia polseres amb un cap d'antílop de 8,5 per 6,3 cm. L'animal està estilitzat i en moviment. Les polseres, amb rastres de desgast, no sols tenien un propòsit funerari, i eren «típiques de l'art dels nòmades». Se'n coneixen elements semblants, especialment dins dels elements exposats del tresor de l'Oxus.
Una de les peces més belles que s'hi han trobat és un penjoll de còfia que representa un príncep amb dos dracs, «figura escita típica»: el príncep duu corona i té el cabell llarg, porta una marca enmig del front. Els dos dracs alats tenen cap de cavall. Els personatges tenen incrustacions de turqueses, lapislàtzuli i cornalina. El personatge, vestit amb un caftan, té trets mongoloides facials amb una marca enmig del front, potser d'influència índia i una corona semblant a la trobada a la tomba 3 de Pazyryk, però també present en les monarquies aquemènida i sassànida. Les potes posteriors dels dracs són semblants a les de les representacions dels animals escites, «d'acord amb un patró típic de l'art de les estepes». Els excavadors anomenaren la joia Mestre que lluita contra els dracs i pertany a un «esquema iconogràfic tradicional, molt antic a Orient en les variants masculines i femenines, el Mestre o Mestra dels animals». Segons Schiltz, les formes emprades donen testimoniatge d'«una manera d'apropiar-se l'espai i una connivència amb aquest que constitueix la quinta essència de l'esperit nòmada». La joia incloïa un anell, cadenetes i penjolls, per la qual cosa es podria dir que era mòbil.
La difunta portava anells, un amb una representació d'Atena, segurament un segell. La dea està representada amb un casc grecobactrià, una llança i un escut. N'hi havia un altre anell que també representava la dea, però amb inconsistències en els detalls. Segons Sarianidi, això indicaria una creació d'artesans autòctons «que ja n'havien oblidat la forma canònica».
Entre els elements de decoració de la roba, hi ha un parell de fermalls que representen Eros assegut sobre un dofí, «nu i gros». Els Amors estan coronats, alats, i els peixos tenen caps redons i amb molts alvèols. «L'orfebre bactrià només tenia un coneixement imperfecte del tema»" i els peixos figurats estan presents a l'Oxus. Per a Schiltz, el peix representat és un silur.
Una figureta anomenada Afrodita kuixan adorna la difunta a l'alçada de la sina. Un Amor amb un arc es troba a la dreta de la dea que duu ales de papallona, que són les de Psique, i un turbant. A més, les corretges s'encreuen als pits de la dea; els afegits de les ales o les cadenes del pit eren conegudes a Gandhara i també a Roma. La dea és en posició vertical, entre columnes i muntants d'un tron. Les dees alades eren molt populars en el panteó autòcton abans de l'arribada de les tropes d'Alexandre el Gran, i la estatueta és «un exemple de la unió de tradicions bactrianes locals i tradicions estrangeres gregues».
L'excavació de la sepultura alliberà molts elements cosits a la roba: figuretes de músics, amulets, canelobres i molts tipus de bràctees. Alguns adorns tenien una sèrie de discs incrustats amb alvèols. Aquests es cosien o s'usaven en collarets. Se suposava que els amulets, «petits penjolls fets d'or o pedres arrissades», tenien poders amb una efectivitat vinculada a les formes o imatges representades, i també a les pedres utilitzades, «amb virtuts considerades protectores». En la sepultura s'han trobat dues petites figures de músics potser nus i equipats amb un llaüt o un ud. Els músics tenien molta importància en el món nòmada, comparable als aedes, sobretot en les cerimònies. Les excavacions de Pazyryk mostraren representacions d'un instrument de corda similar al trobat a Tillia tepe, a més dels tambors.
A la sepultura també hi havia un espill xinés  i un tub d'or i «una espècie de ceptre»; la jove duia a les cames un cistell amb canelobres, una destral de ferro i ganivets, i als peus un recipient d'argent.

### Tomba 3
La tomba és quasi al cim del turó artificial, i en una paret de rajola del temple. El taüt estava envoltat de cuir o una tela ornada amb discs d'or, i al sòl del fossat hi havia una estora. Els ratolins hi feren destrosses en moure els artefactes, i segons Schiltz «la presència d'adorns tan desplaçats cap a l'exterior li ha donat al monticle el nom de Turó d'or». Els elements trobats a la sepultura, joieria i adorns per a tocats, suggereixen que fou ocupada per una dona les robes de la qual estaven «molt ricament ornades», i les sabates de la difunta duien una fulla d'or. Les soles d'or tenien ús funerari o eren un signe nobiliari, perquè l'elit caminava sobre estores. La sepultura contenia al voltant de 5.000 objectes d'or. Quatre medallons estan decorats amb un bust d'un personatge amb una torca al coll i amb penjolls. Segons Schiltz, és una evocació del déu Dionís jove. Es desconeix l'emplaçament exacte dels medallons sobre la roba de la dona.
S'hi ha trobat una pinta d'ivori, de tipus indi. Les pintes pertanyen als mobiliaris funeraris nòmades trobats sovint en excavacions arqueològiques. A Tillia tepe, en trobaren només un, l'origen se'n dedueix del material i dels motius ornamentals.
Un penjoll per al cabell duu dos pròtoms de cavalls, seguint un motiu d'antiga tradició a l'Orient, així com en una societat en què la cavalleria era molt important. Aquest mateix patró aparegué en una sella de cuir de Pazyryk, però en el penjoll de Tillia tepe els cavalls es veuen en 3/4, a la manera grega, tot i que la composició és basta.
Una moneda del regnat de Tiberi, un auri encunyat a la Gàl·lia, està datada potser dels anys 16-21, no després de l'any 377. La moneda duu en el revers Lívia Drusil·la, mare de Tiberi i esposa d'August, com a dea de la pau. També s'hi ha trobat una moneda parta de Mitridates II, datada d'entre 124 i 87 ae, i podria dur la difunta a la mà.. Aquesta peça tal vegada s'encunyà a Nasa (en l'actual Turkmenistan): duu en l'anvers un rei barbut amb una diadema, i a l'anvers un personatge amb indumentària parta que porta un arc. La presència d'aquests dos tipus de monedes «convida a la cautela i a no subestimar el temps de circulació d'una moneda». Les monedes de Tiberi es coneixien al centre i sud de l'Índia, però aquesta moneda pot datar la inhumació. El descobriment de Tillia tepe és el primer del seu tipus a l'Àsia central.

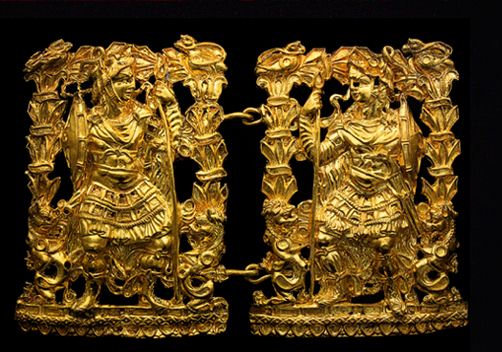
Parell de fermalls amb decoració de guerrers (9,0 cm × 6,3 cm

Els arqueòlegs han trobat alguns parells de fermalls per a una peça gruixuda. D'aquests, un de decorat amb soldats, ha estat datat del 170-145 ae. Són prou simètrics. Mostren un guerrer amb escut, una espasa al costat esquerre i una llança amb una decoració de plantes i animals. Aquests elements (d'armament però també d'adorn propi del medi militar i monàrquic) són grecs o grecobactrians, com els que apareixen en les monedes dels reis de Bactriana, com ara Eucràtides I. L'espasa és característica del món nòmada. La decoració del marc revela «una estètica animalística aliena a l'art grec, la de l'art de les estepes»". Un altre parell de fermalls mostra un Amor cavalcant un dofí, sense ales i en actitud de conquesta. Sosté a la mà un objecte enmig d'una pedra que s'ha perdut. Sembla que el peix de les representacions trobades a la tomba 2 és un silur.
Un espill d'argent xinés estava damunt el pit de la difunta, i un altre amb mànec d'ivori també aparegué en la sepultura.
A la tomba també s'han trobat atuells i fragments de necessers de neteja de faiança, argent i ivori, entre els quals un flascó de maquillatge, i una caixa cilíndrica amb una tapadora amb una inscripció grega en què figura el pes de l'objecte, de la qual s'ha trobat un paral·lel en un enterrament sàrmata al Volga.
Moltes altres joies hi han aparegut, com ara un parell de braçalets i gafets per als cabells. En un anell en entallament apareix una escena de sacrifici  amb un home sostenint una branca enfront d'un altar, un tirs i un pilar decorat amb una garlanda. Un altre entallament està adornat amb un toro  de jade. També hi havia un collaret i una joia ovalada amb una representació d'Atena dempeus i amb casc, que es podia cosir i pertanyia potser a un segell d'anell. També hi aparegueren dents de tauró fòssils enfilats en un penjoll, considerats per la tradició nòmada com «llengües de serps petrificades» que tenien un gran poder màgic.

### Tomba 4

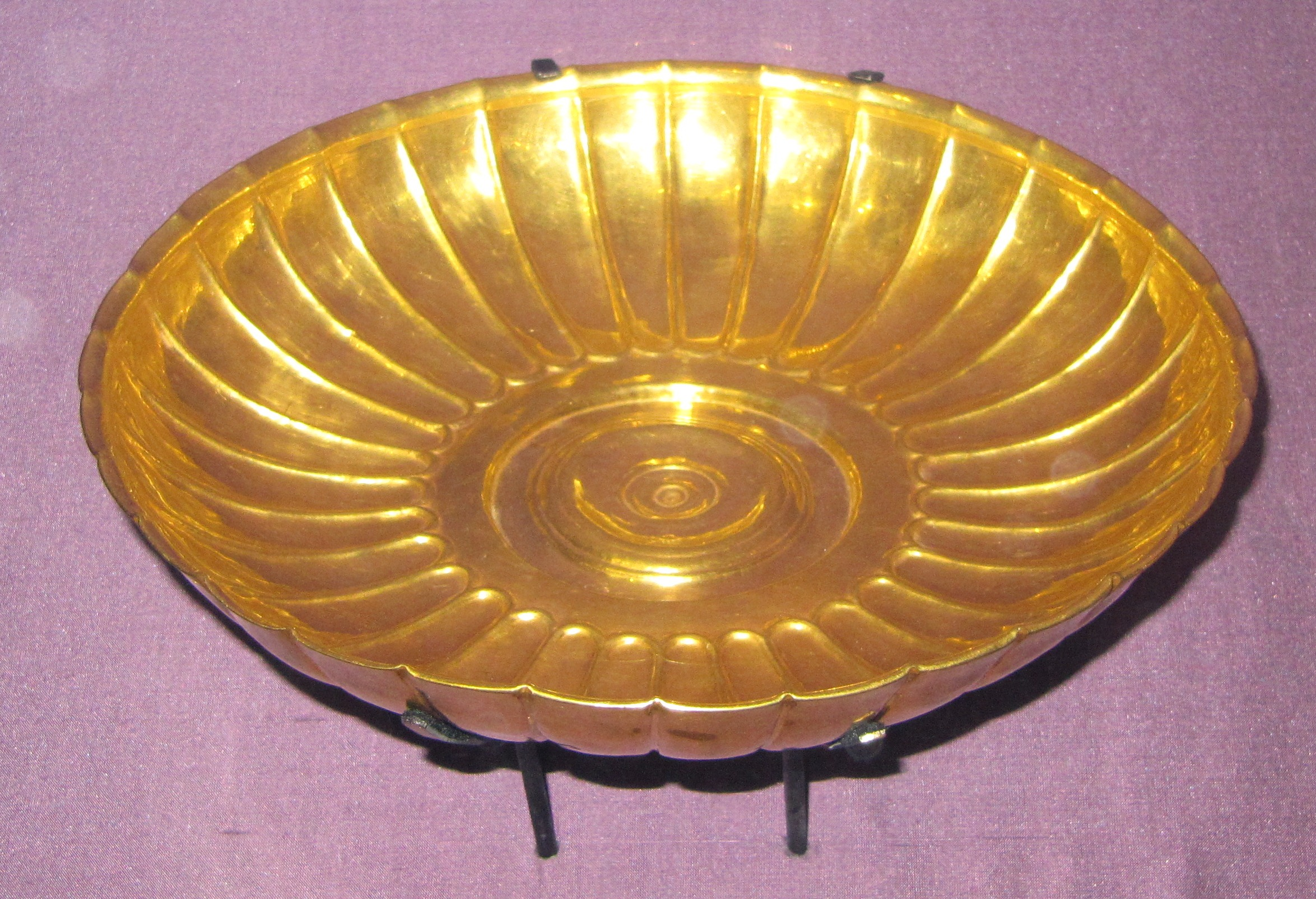
Fíala, 23 cm de diàmetre, 4 cm d'altura

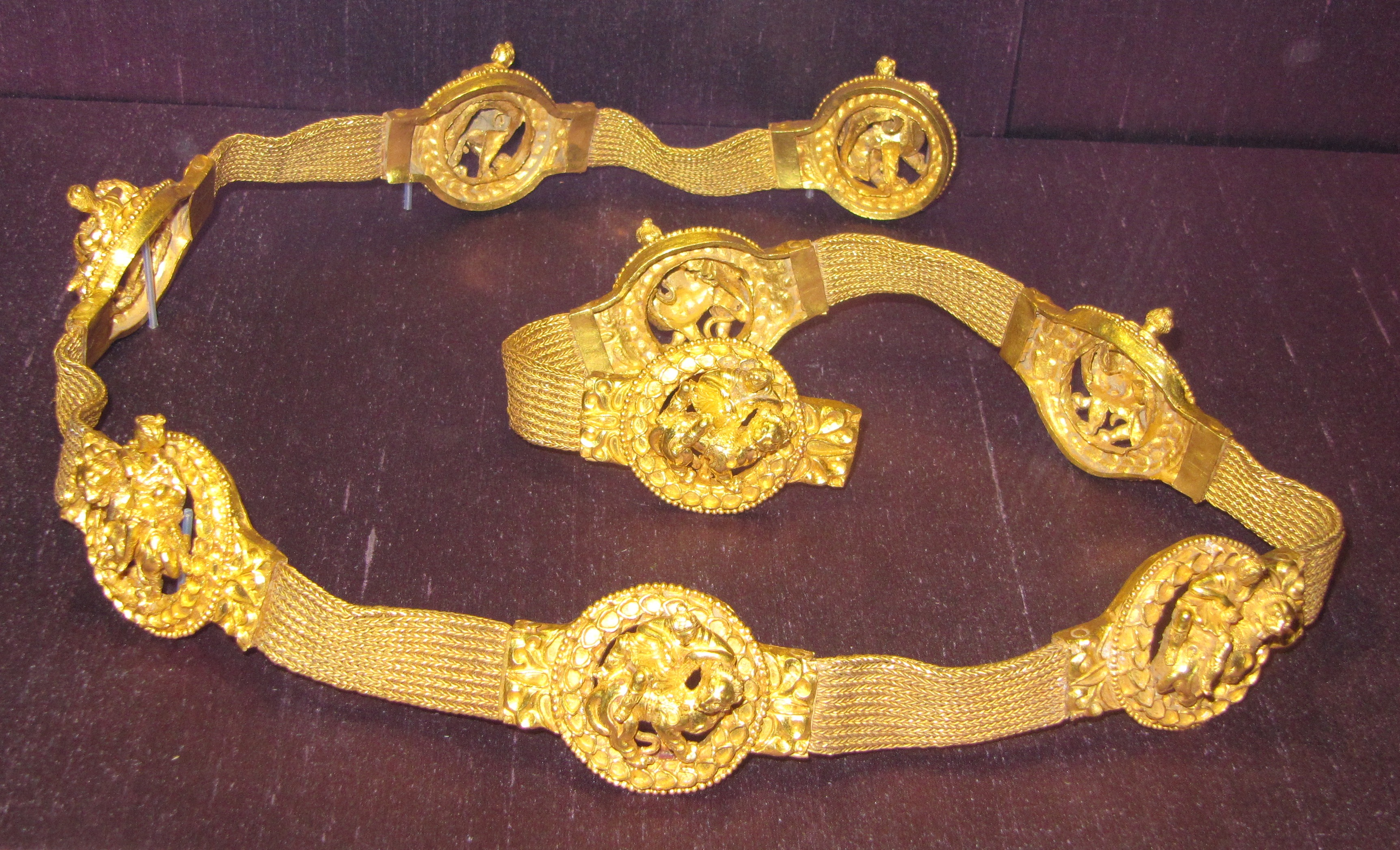
Cinturó, 97,5 cm × 2,0 cm

La sepultura de l'únic home trobat està embotida al mur del temple. El fossat té una longitud de 2,70 m per 1,30 m i una profunditat de 1,80 m. A una fondària de 0,40 m, aparegueren ossos del crani i potes d'un cavall, vestigis d'un banquet fúnebre o sacrifici. El taüt era entapissat amb cuir i ornat amb bràctees d'or.
El difunt, d'uns trenta d'anys, feia de 1,70 a 1,85 m, i «quasi 2 m» segons Schiltz, una gran estatura per a l'època.
El vestit fou estudiat pels arqueòlegs, sembla que el jove duia una camisa i un caftan sobre un pantalon; els darrers estudis hi veuen una jaca llarga. La peça estava ricament decorada amb aplicacions i bràctees, i també les sabates. El vestit era típic del dels genets de les estepes.
El cap reposava sobre un coixí de seda i una flor daurada amb 32 acanaladuras. En una inscripció figura el seu pes, 41 tetradracmes, la unitat de l'estatera, que equival a 15,56 gr. Heròdot es refereix a la fíala com «un signe o símbol del poder reial escita». Les dones de les tombes III i VI tenien gots de metall sota el cap.
La sepultura ha revelat sivelles de sabates ornades amb un home en un carro tirat per dracs. El carro està equipat amb un baldaquí o tarima, forma coneguda a Persèpolis o Ai Khanoum (Alexandria d'Oxiana), però també a la Xina de la dinastia Han i pels nòmades Xiongnu. A la tomba es va trobar un seient de cuir amb un suport de metall, com una mena de «tron mòbil».
L'excavació també mostrà la representació d'una cabra dels Alps, un element de «tocat de desfilada». L'ornament del tocat té la forma d'un arbre de la vida. Un mufló dempeus era als seus cabells. El mufló està elaborat amb un gran realisme i amb un «refinament superior al de l'art de les estepes».
Les peülles incorporen anells perquè fos l'«element final d'un tocat alt». Darrere del cap de l'animal, un sistema de subjecció manté un element d'adorn amb materials més fràgils, fusta o cuir. Les figuretes de fusta aparegueren en les tombes escites congelades d'Altai i Kazakhstan. L'home d'Issik, en particular, tenia una imatge d'un mufló d'or en el seu tocat, i la Col·lecció siberiana de l'Hermitage encara conserva figuretes que poden haver tingut una funció semblant, però la seua procedència exacta es desconeix.

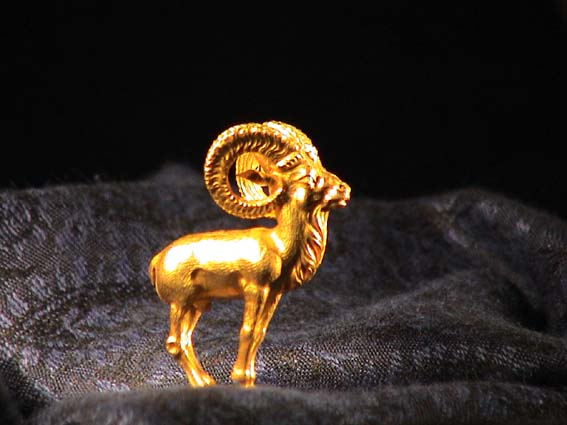
Estatueta de mufló, tomba IV, 5,2 cm × 4,0 cm

A la tomba aparegué un cinyell de desfilada, «un atribut del poder reial», amb 8 cadenes d'or i 9 medallons en relleu que representen una figura seient damunt una pantera, potser Dionís. Cada element se'n feu per separat; el cinyell es tanca amb dos fermalls. El personatge sembla pressionar-se el pit per fer-ne eixir llet, «gest eminentment femení» i testimoni de «confusió, col·lusió o barreja entre diverses imatges», Dionís, la dea Nana, i Àrtemis o una dea de la fertilitat.
La tomba ha tret a la llum plaques amb panteres i d'escut, un dels quals té gats alats en posició vertical mossegant un cavall. Si el tema és escita, el tractament realista i alguns detalls (pelatge, crins...) recorden l'art grecoescita. Un altre plat representa una pantera alada a la part de darrere d'un antílop ferit. L'escena és típica de l'art de les estepes.
S'hi trobaren elements d'un arnés o de subjecció d'armes, segurament adorns de la corretja, alguns amb motius d'animals fantàstics: una criatura enrotllada sobre si mateixa es mossega la cua, animals amb cap de rapaç. La corretja és de cuir i mostra signes de desgast.

Les armes són totes nòmades  i «clarament proclamen l'estatus de cap»: dos arcs, dos carcaixos amb puntes de fletxa de ferro i una espasa llarga sàrmata. Les armes soterrades amb el difunt eren riques: punyals, dagues, beines d'or amb incrustacions de turqueses, i cinyell d'or trenat, destinades a les desfilades, i el mort duia una «insígnia simbòlica de poder».

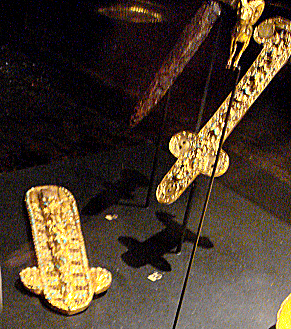
Beines d'or amb incrustacions de turqueses, una decorada amb una escena de baralles d'animals, 23,5 cm × 9 cm i l'altra contenia tres dagues, 26 cm
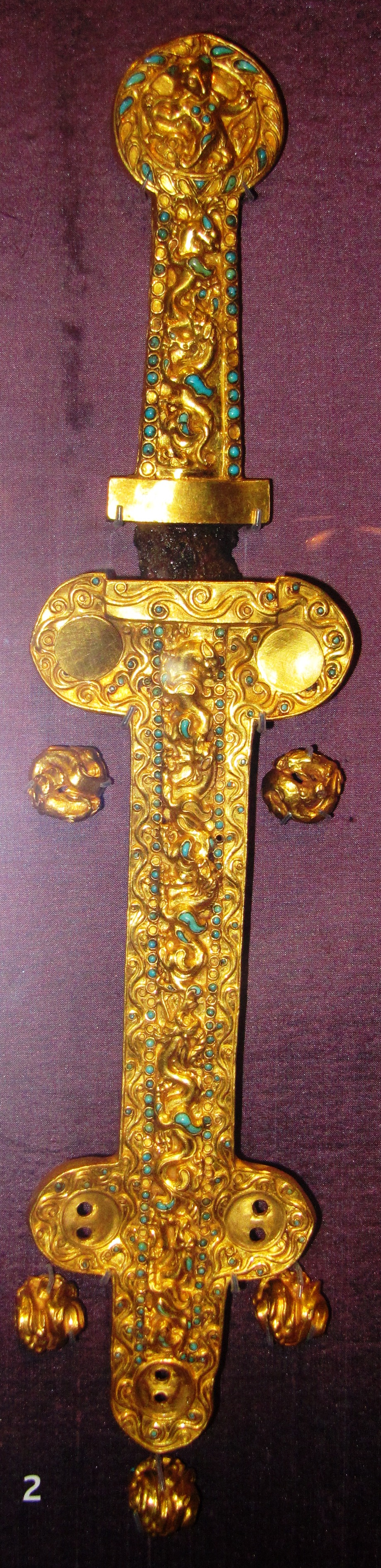
Punyal d'or, ferro i turquesa (37,5 cm × 9 cm), amb beina feta de fusta, cuir, or i turquesa i decorada amb animals (23,5 cm × 9 cm)[Inv 41]
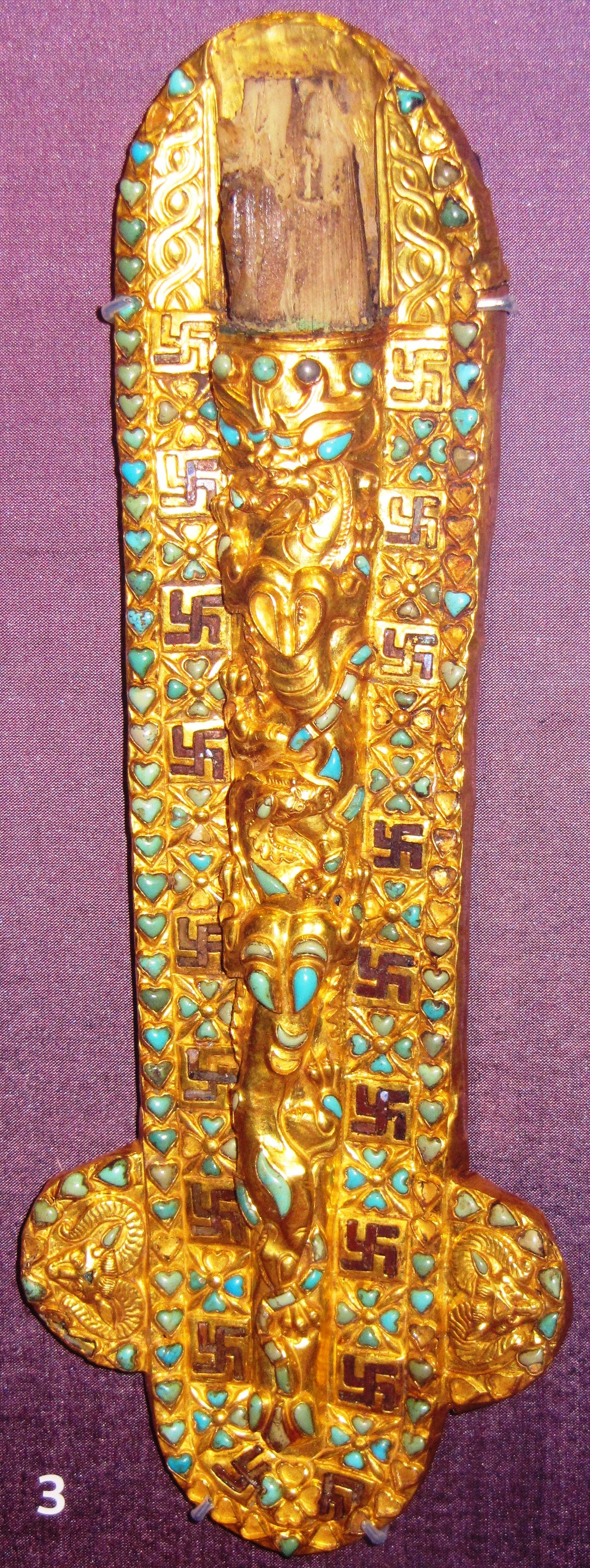
Beina amb tres ganivets, bronze, or i turquesa, 26 cm. Punyal amb mànec d'ivori a l'interior[Inv 42]

Un element destacables n'és el revestiment d'una beina quadrilobulada. El punyal té fulla de ferro i la funda feta de fusta coberta de cuir i amb xapa d'or, adornada amb una «filera de criatures monstruoses, bèsties alades i banyes (...), cues assotant l'aire, urpes poderoses i gargamelles en actitud de mossegar». Entre incrustacions redones, l'arma presenta una rica decoració d'animals fantàstics: xoc de bèsties alades, i «tot contribueix a crear una impressió d'agressivitat i dinamisme invencible». Aquesta configuració és pròpia de les estepes iranianes en el «cicle de la vida i la mort». Un os dempeus que duu a la boca un pàmpol adorna el pom de l'arma. El revers té un arbre de la vida. En el context de Tillia tepe, l'objecte és un «arma cerimonial» i un «signe extern de pertinença hereditària a la noblesa nòmada». Una beina de la mateixa forma aparegué a la mont Nemrut, en l'Imperi part, a Palmira, Susa i Elymais. Algunes beines de la mateixa forma s'han descobert a Altai, en particular en enterraments nòmades, però no yuezhis; l'ús entre els parts està unit, segons Bernard, als seus orígens nòmades, o als contactes amb els nòmades dels límits del seu imperi.
Un segon folre de beina duu dos dracs i un estoig amb dagues. La beina té dos lòbuls als costats; al mig hi ha una daga, i a la part posterior una altra beina conté dues dagues més petites. Hi ha dos animals fantàstics lluitant: un és un drac alat i l'altre té banyes de cérvol. La vora és ornada amb cors i un dibuix geomètric amb el motiu indi de l'esvàstica. El drac pertany a la tradició xinesa, els detalls en són aquemènides o grecs. «L'objecte és, sense dubte, un dels ques reflecteix més vívidament la diversitat de components en l'art de Tillia tepe».
També hi ha en la panòplia del difunt un punyal amb una escena de combat d'animals. L'arma és un acínaces, coneguda ja entre els saces, representats en concret en l'Apadana de Persèpolis brandant una espasa de ferro. El mànec duu un motiu d'acant amb nervadura incisa als capitells d'Ai Khanoum.

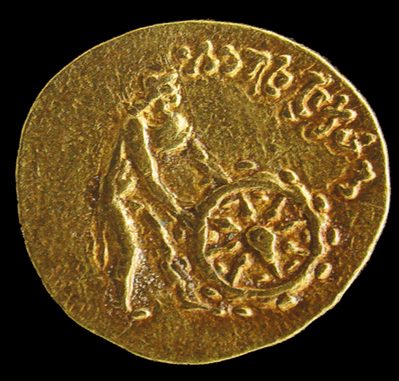
Moneda índia d'or, 1,6 cm de diàmetre

La moneda d'or «amb l'home amb la roda i el lleó rugint», es considera una medalla índia. Un home a la dreta empeny una roda de vuit radis, amb una inscripció en kharosthi que diu: «el que fa moure la roda de la llei». El revers té un lleó amb la pota alçada, un símbol budista (nandipada) i una inscripció que expressa «el lleó que provoca por». Segons Schiltz «sembla que tenim ací la representació més antiga de Buda d'acord amb una modalitat que encara no és la de la iconografia budista tradicional».
L'home portava un pectoral amb una decoració de soldat, datat d'entre 170-145 ae-36. Hi ha un camafeu incrustat amb un home amb un «perfil de nas recte, grec, amb llavis suaus i capritxosos.» Segons Sarianidi, podria ser el retrat del rei Eutidem I, portat pel mateix rei i «el camafeu el va fer un artesà grecobactrià i (...) era el trofeu d'un dels caps nòmades que va devastar el Regne grecobactrià». Més tard, es va integrar en el pectoral per separat. Segons Bernard, el camafeu «no és una relíquia del període grec (...) reutilitzada com un penjoll del collaret», és un camafeu fet amb tècnica grecobactriana, malgrat la «mediocritat de la factura». El collaret és d'una forma coneguda entre els governants indoparts d'Aracòsia i del Panjab de la primera meitat del segle i, incloent-hi Gondofares. El camafeu i el collaret són «un emblema de poder», el sobirà es presenta a si mateix com «un continuador de la dinastia extinta».
Hi figuren els heràclides tirant-se a sort els regnes en un entallament d'un en una gerra o àmfora; tres guerrers envolten una àliga parada en una columna, prop d'un altar a Zeus. La representació pot relacionar-se amb el record de la manera d'accés al poder per part de la dinastia soterrada allí. «Tot apunta al genet que es converteix en un cavaller, la dinastia ansiosa per confirmar el seu imperi amb l'ús de signes de reialesa sedentària sense renegar de la seua filiació nòmada de la qual se sentia orgullosa».

### Tomba 5
La tomba 5, situada al nord del turó, s'excavà en la muralla aquemènida. La fossa feia, quan es descobrí, aproximadament 2 m per 0,80 m i 1,65 m de fondària. El taüt és d'una sola peça, buidat d'un tronc massís, «com era (...) el costum a l'Altai». Un llençol cobert d'adorns l'embolcallava. El mort era un adolescent o una dona jove d'uns 20 anys.
La roba del difunt no estava decorada amb penjolls o aplicacions; sols contenia petites perles. El mobiliari era molt modest. Aquesta tomba és «la menys rica de les excavades».
L'entallament de calcedònia mostra un greiu botant, semblant a les representacions d'aquesta criatura en l'art grecoescita i macedoni, «animal fantàstic [que] evoca el món grec i l'iranià, però també l'Altai on segons Heròdot guarda les mines d'or». Segons Schitz l'objecte data del segle IV ae, i és molt més antic que les sepultures; podria ser un entallament grecobactrià o grecopersa i reutilitzat, fins i tot danyat, com a adorn de collaret. L'entallament d'argent i malaquita   duu la imatge d'una Victòria que alça una corona amb la mà esquerra i a la mà dreta porta una palma.
El braçalet amb extremitats corredisses és el «muntatge sobre un braçalet d'objectes de recuperació» diversos lligats a la màgia. El difunt duu arracades en forma de cor  i turmelleres.
L'objecte més ric de la tomba era un collaret de color vívid, amb dos tipus de penjolls i destinat a ser cosit a la vora del vestit.
A la tomba també s'ha trobat un penjoll en forma de lleó, amulets i altres elements: un espill d'argent, un estoig, una cistella, un recipient d'argent i un tub que podria haver tingut la funció de ceptre.

### Tomba 6

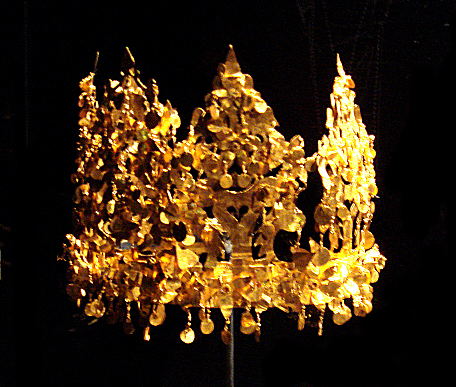
Corona d'or i turquesa, 45 cm × 13 cm

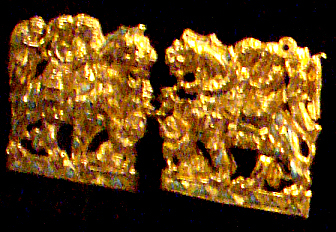
Fermalls Dionís i Ariadna, fets amb or i turquesa. Diàmetre de 6,50 cm × 7,0 cm

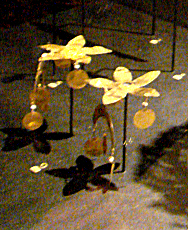
Adorns per al cabell, d'or i plata

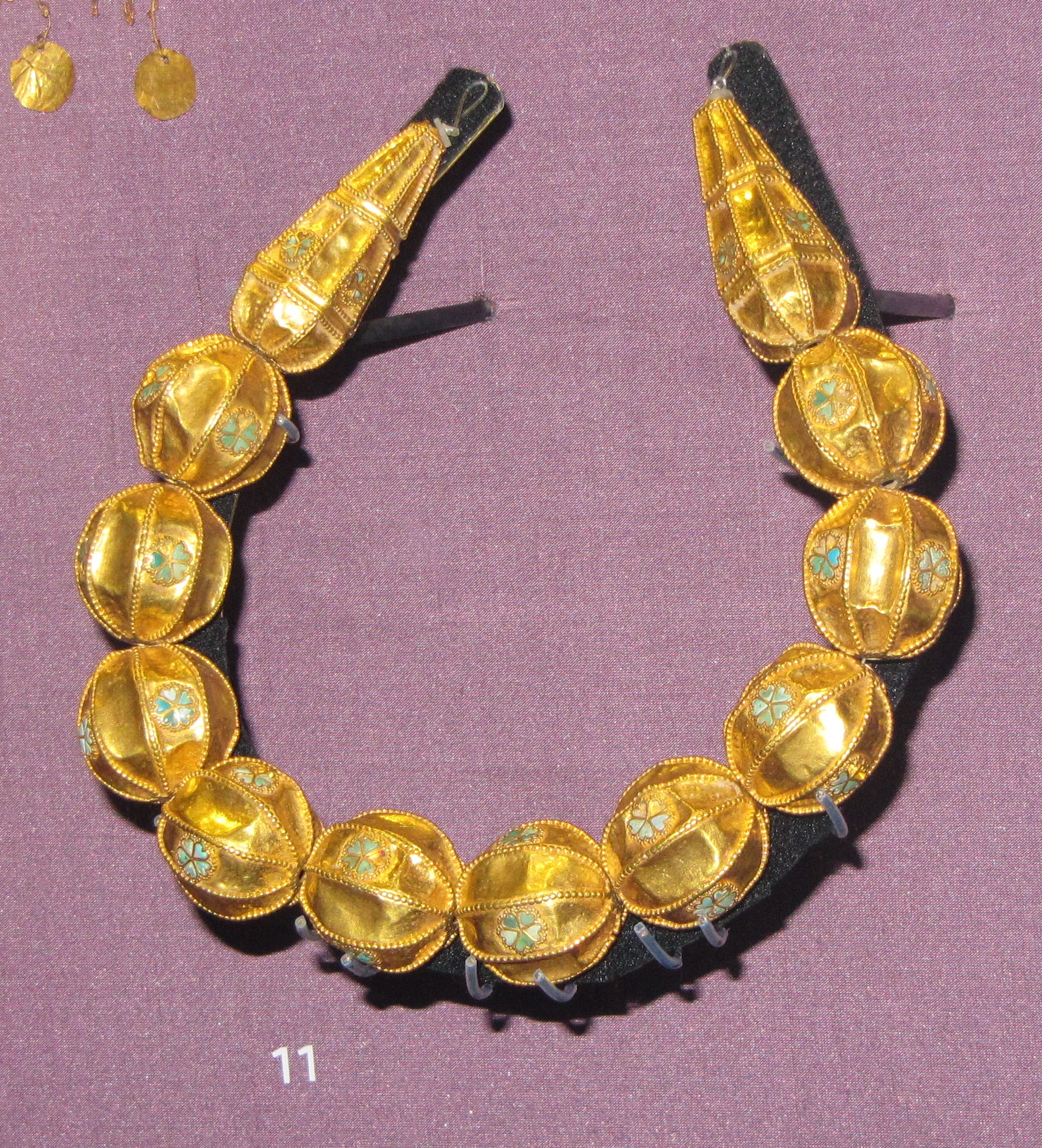
Collaret d'or i turquesa. Diàmetre: 2,80 × 2,50 cm

La tomba 6 se situa al corredor del temple; la fossa és irregular, de 3 m × 2,50 m; al punt més alt la grandària arriba als 2,50 m × 1,2 m. Es va col·locar una estora sobre un taüt sense tapadora, fet amb planxes de fusta, embolcallat amb un drap proveït amb adorns d'or.
L'ocupant, una jove d'uns 20 anys i de 1,52 m d'alçada, patia una deformació voluntària del crani, segons els estudis antropològics efectuats de l'ossada, aquesta pràctica també es va descobrir en les excavacions al jaciment de Koktepe. La difunta duia un vestit ampli o túnica damunt dels pantalons. La peça estava ricament ornada amb bràctees i aplicacions, igual que el calçat.
En aquesta tomba aparegué una corona d'or decorada amb ocells.[84] És un «sumptuós tocat nòmada» desmuntable, decorat amb arbres i ocells que despleguen les ales. Els arbres s'assemblen a arbres de la vida. El tipus de corona és nòmada i no es coneix ni en l'món grec, ni en l'part ni en el kuixan. En canvi, se'n trobaren exemplars semblants en les excavacions de Silla a Corea  o les peces datades del segle IV ae trobades a l'actual Kazakhstan.
A la sepultura, s'ha trobat una moneda d'or a la mà de la difunta i una altra d'argent a la boca, destinada al pagament per creuar l'Estix, segons Sarianidi.[84] En l'anvers de la moneda hi ha un rei amb una tiara, i en l'anvers un personatge amb un arc. La moneda és una imitació autòctona d'una seca de Margiana, de monedes arsàcides, en particular de Gotarces I de Pàrtia. És diferent de les monedes d'aquest període, normalment de bronze i argent, la qual cosa significaria el prestigi que l'encunyació de monedes conferia als reietons locals. Aquesta moneda constitueix una altra evidència de la pertinença de l'oest de l'Afganistan a l'Imperi part a la primeria del segle i.
Els fermalls amb Dionís i Ariadna cavalcant un animal tancaven el vestit. Inclouen un silé al costat de les deïtats, i una Nice que sosté una corona sobre la parella divina. L'animal que el déu munta és una criatura indeterminada; Ariadna cavalca a l'estil amazona. Dionís té trets asiàtics i duu corona, igual que la seua companya. Dona una copa al silé que sosté un ríton , que és el «company inevitable de totes les escenes dionisíaques». «Inqüestionablement d'inspiració grega», aquesta iconografia demostra «l'immens èxit a l'Àsia Central -i més a l'est- de la imatgeria dionisíaca». La complicitat de la parella testifica la importància del paper de la dona en la societat nòmada: «potser aquesta parella cavalcant entrellaçada significava per a la difunta la seua dignitat d'esposa principesca, i en la mort, la seua pròpia apoteosi». La manta de la sella representada és pròpiament nòmada, i l'animal, criatura en la qual es troba un lleó, una cabra i un drac, és un «bon exemple [de]ls monstres virolats preferits en l'art escita». Els fermalls recorden «els magnífics exemples grecs de l'art orfebre».
La joia anomenada Afrodita de Bactriana adornava el centre del vestit de la jove. Representa una dona alada «sensual i voluptuosa», amb el tors nu, que descansa la mà dreta a la cintura i amb l'esquerra s'agafa el vestit. Té la cames curtes i el ventre protuberant. El genoll esquerre doblegat fa un efecte de tela humida sobre les cames. Els adorns, incloses les múltiples polseres dels braços de la deïtat i els elements físics, com el punt central del front, la cara redona, l'actitud, s'allunyen dels cànons hel·lenístics i qüestionen la identitat de la dea representada. D'acord amb Sarianidi, són els cànons nòmades de bellesa els que s'hi han representat.
El parell d'arracades amb el motiu de la Senyora dels animals són plaques d'or i turquesa que tenen al marc als angles superiors una au, segurament rapaç, i un cap de peix als angles inferiors. Al llarg de tota la peça «l'animal (...) tradueix l'ordre del món». La dona, quasi nua, té ales. Shiltz la considera la pàredra de la Senyora dels dracs. Als costats hi ha dos animals, representats de cap per avall, un llop o un gos, amb una aleta, i amb cua d'aspecte vegetal. La dea posa la mà dreta sobre el ventre d'un animal i amb l'altra sosté una fruita, una poma o una magrana, «en un gest d'ofrena». La identificació de la divinitat és complexa; la presència de plantes i animals evoca una deïtat relacionada amb «la noció de fecunditat, fertilitat i renovació que fonamenta la cosmovisió del conjunt dels pobles irànics, i sobretot la dels nòmades». Algunes joies adornaven la jove: arracades amb un Eros que té petjades de desgast, un anell amb entallament, un parell de polseres amb un cap de lleó amb banyes (hi ha braçalets semblants en la Col·lecció siberiana de Tàxila), elements ornamentals, adorns per al cabell, un collaret  amb perles i motius de rosetes amb incrustacions de turquesa.
La dona, anomenada la princesa de l'espill xinés,[84] tenia un espill platejat al pit i un altre amb un mànec d'ivori. De la tomba també s'han exhumat alguns elements que formaven part d'un necesser de neteja i maquillatge, i un ceptre. Sarianidi la veu com una persona d'«estatus social preeminent», potser una princesa escita.

## Interpretació

### Identificació dels ocupants
La identificació de persones inhumades és «el major problema històric que planteja la necròpoli», i la qüestió encara no s'ha esclarit definitivament; cap de les hipòtesis proposades té l'adhesió dels especialistes en el tema.
L'antropologia no hi pot ajudar perquè els esquelets estaven en mal estat de conservació, fins i tot encara que les tombes no haguessen estat manipulades. Cinc dones envolten un home: tenint en compte la riquesa de l'enterrament d'aquest darrer, se'l considera un príncep d'uns trenta anys; estava acompanyat per una princesa i els servents. El difunt hauria provindria d'una família principesca.
Les dones probablement foren enterrades al mateix temps que l'home, «per acompanyar-lo en l'altra vida», tot i que no es puga establir la cronologia dels soterrars. Alguns elements advoquen per l'enterrament sincrònic: les tombes i el mobiliari són semblants. Heròdot descriu àmpliament en el llibre IV de la seva Història la civilització escita, i en particular els ritus funeraris en els passatges IV, 71 i IV, 72. Indica que els prínceps escites eren acompanyats en el moment de la mort com un d'homenatge. «Per tant, és molt possible, i fins i tot prou probable, que estiguem ací amb un príncep acompanyat en la mort per les dones del seu seguici».
Les robes s'han restaurat a partir dels ornaments trobats. L'home anava vestit amb un caftan i una faldilla alçada fins a la meitat segons Chuvin; una jaca, un caftan i pantalons segons Schiltz. Segons Bernard, l'home tenia les cames embolicades en una peça que imitava «la túnica persa, l'abillament cerimonial dels governants aquemènides», vestit que apareix també a l'arracada del Mestre dels Animals. Les dones tenien diferents robes a causa de la diferent condició social, però totes vestien una peça sobre els pantalons, un tipus de peça que encara es fa servir hui. Les cinc dones vestien «robes llargues parcialment conservades».

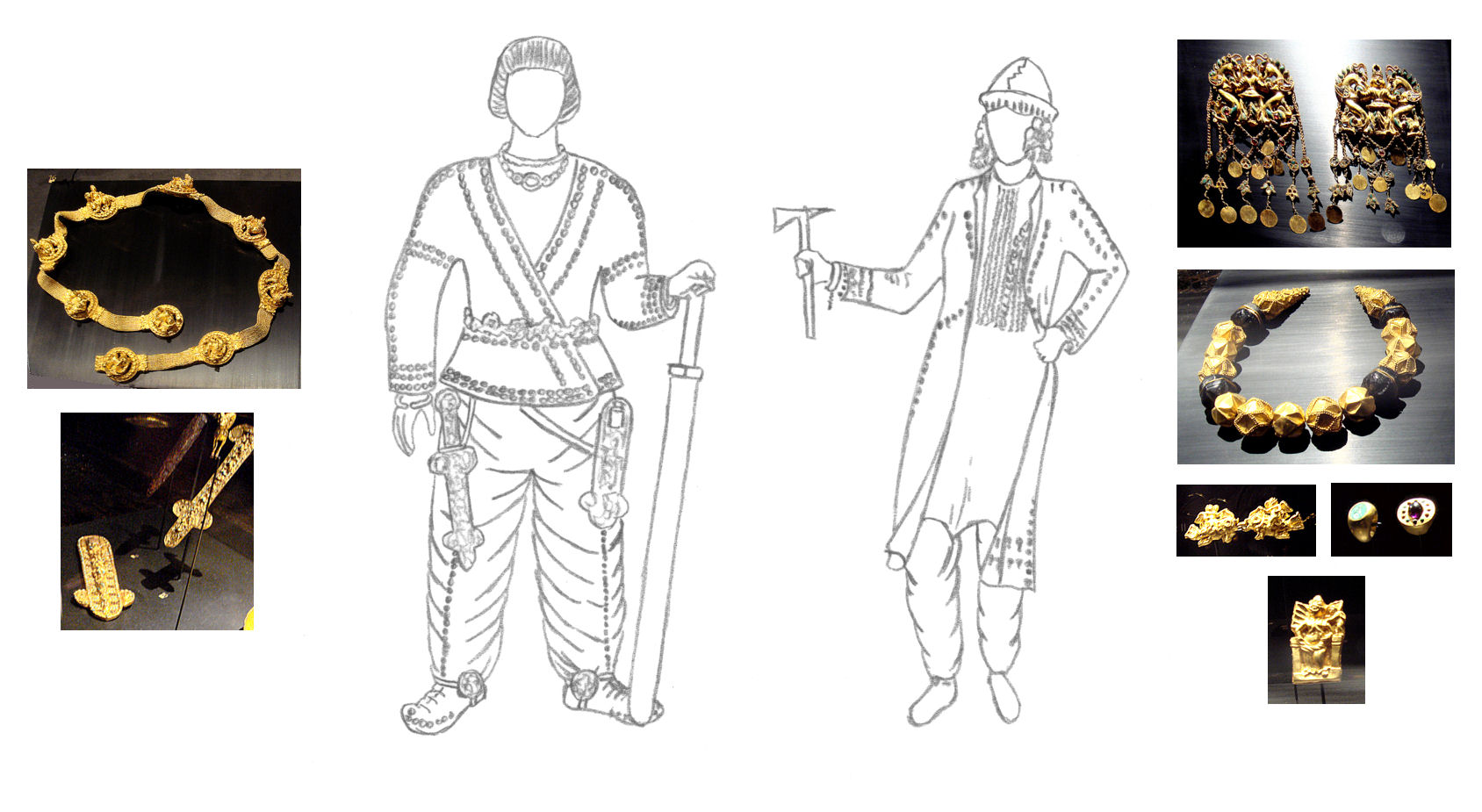
Intent de restauració de l'aspecte de dos dels difunts

La identificació precisa dels ocupants de les tombes és problemàtica, fins i tot si es tractàs de nòmades o persones d'ascendència nòmada recent. D'acord amb Dupaigne, les tombes són una necròpoli de membres d'«una població d'origen escita (...) família local regnant». Sarianidi la considera una «família governant local» sense més especificacions, tret que el temps correspon a la fundació de l'Imperi kuixan i que les tombes pertanyen a una família principesca nòmada. Posteriorment, ell mateix afirma que «hi ha (...) raons per a creure que la necròpoli pertanyia a la família Yuezhi que funda la dinastia kuixan». Pensa que els ocupants de les tombes eren «membres de la dinastia reial, els pares i avis de la qual havien cremat i dominat tota la Bactriana». Aquesta hipòtesi del descobridor del jaciment arqueològic ha estat refutada per diferents especialistes.
No és segur, segons Schiltz, que els ocupants fossen «nòmades Yuezhi vinguts dels límits xinesos» i ancestres de l'Imperi kuixan. Bernard destaca les semblances dels descobriments de Tillia tepe amb els jaciments arqueològics Yuezhi excavats per arqueòlegs soviètics, però considera que és «un fons de tradicions culturals comunes a tots aquests pobles de l'estepa, reforçat per una xarxa de connexions de tota mena que es va teixir entre ells». Segons Gorshenna i Rapin, «els difunts devien pertànyer al clan més meridional dels nòmades escitosàrmates, rivals dels Yuezhi i dels primers kuixan». Chuvin, amb Bernard, pensa que eren «descendents de nòmades de l'oest de Bactriana, probablement saces [saka o sacarauca segons Schiltz] que gravitaven en l'òrbita de l'Imperi part, però que també estaven estretament relacionats amb el món sàrmata», potser d'origen local. Un dels clans dels saces "nòmades de l'Ural i Altai" hauria estat en l'origen de la necròpoli de Tillia tepe, segons Cambon. Bernard considera que tot i que la gent de Tillia tepe no fos saka ni sacarauca, «d'una tribu el nom de la qual no ens hagués arribat (...), està del seu costat; i no del costat dels yuezhi de les fonts xineses».
El clan i els territoris de la «gent de Tillia tepe» són desconeguts, i «el misteri roman». Els nòmades eren molt nombrosos i difícils d'identificar amb precisió a voltes. D'acord amb Sarianidi, la riquesa de les joies de les dones apunta a una ètnia en altre temps nòmada, «perquè sols entre els nòmades les dones gaudien d'un estatus privilegiat». L'enterrament d'una princesa nòmada, «prop de Tilla tepe»,[101] fou descobert per una missió arqueològica francouzbeka a Koktepe, no lluny de Samarcanda.
Els vestigis materials que resten dels amos de Tillia tepe testimonien un «món nòmada amo de la ruta de l'or provinent de l'Altai» i «al centre d'una vasta xarxa d'intercanvis amb ramificacions que semblen molt distants».

### Objectes amb múltiples influències que donen testimoniatge d'una societat refinada
Cambon sosté que «les peces són el ressò d'una societat nòmada en què el luxe i el refinament es combinen amb la tolerància i curiositat per mons desconeguts». El conjunt d'objectes d'orfebreria «mostra un món nòmada eclèctic i obert, que actua amb curiositat respecte a mons diferents i cultiva la bellesa».
Sarianidi considera que les joies són «d'un alt nivell d'elaboració tècnica». La qualitat tècnica de l'orfebreria és reconeguda per Schiltz, especialment la granulació i incrustació. La majoria d'objectes provindria del mateix taller.
Sarianidi hi veu una influència d'Àsia Menor i l'art aquemènida hel·lenitzat, sobretot les representacions realistes d'animals.(28) Els objectes d'or s'assemblen als trobats a Nínive, en l'Imperi part, que s'estenia fins a Xibarġhan (a Afganistan). Contenen «motius hel·lenitzants» però es tracta segurament d'obres hetereogènies».
Les representacions d'animals de Tillia tepe, «enroscats sobre si mateixos, formant un cercle o dibuixant un nus, lligats els uns als altres i mossegant-se furiosament les potes o la cua», es vinculen als descobriments dels kurgans de Sibèria, més concretament de l'Alt Altai. Els objectes i la presència prop de la ciutat d'Azov de camells bactrians assenyalen els moviments cap a l'oest dels sàrmates i els contactes entre el sud de Rússia i l'Àsia central.
Les representacions també poden tenir un significat grec i un ressò en la estatuària bactriana del s. II ae, edat del bronze local, en què una divinitat estava tant damunt un tron com damunt un drac. Amb la mateix temàtica, una representació divina asseguda sobre un lleó podia representar tant Cíbele com una dea bactriana alada.
Sarianidi remarca que les «composicions rígides i frontals» són inferiors estèticament a les produccions grecobactrianes.[107] En els motius hi ha «estranys malentesos visuals»; falten elements de decoració, la qual cosa és sorprenent. Els elements trobats mostren un allunyament del realisme grec, les «formes mortes i congelades, darrere de les quals és difícil reconéixer les antigues tradicions grecobactrianes».
Més enllà de la riquesa dels ornaments, Schiltz afirma que «més secreta és la xarxa de tradicions, inspiracions i influències que subjauen en les formes i ornaments». Cambon considera el «món nòmada molt més refinat, eclèctic i hel·lenitzat del que s'espera». I n'apunta el costat incomprensible, amb objectes datables del 170-145 ae, del segle I ae, i amb un descobriment numismàtic del segle I amb la moneda de Tiberio.
Schiltz data la necròpoli en el primer o segon quart del segle I. Les troballes de mobiliari més propers es feren a les necròpolis sàrmates al sud dels Urals i nord del Caucas, a l'oest de Tillia tepe. Aquesta presència es pot deure, pensa Chuvin, a la pressió dels kangju pel nord-oest, la qual cosa comportà el desplaçament cap a l'oest de sàrmates i alans.

### Regions sota diverses influències culturals

Els escites i els parts cap a l'any 100 ae

«Fins i tot més que la riquesa de les seues tombes, la diversitat de tradicions, de les estepes, grega, parta, xinesa, índia, que s'entrecreuen, és totalment extraordinària» en comenta Chuvin. «L'art de Tillia tepe és un art mixt» diu Schiltz,[105] i un «veritable sincretisme religiós i cultural».[108] Segons Cambon, «la síntesi que suggereix Tillia tepe (...) uneix la Xina amb la Mediterrània, i passa per les estepes».
La zona va ser el gresol d'una fusió de dues cultures, la grega i la bactriana, els elements de la qual presenten «una amalgama de temes mitològics i motius de diferents orígens». El Regne grecobactrià «condicionà durant molts segles la història de molts pobles de l'Àsia Central».[109] Els nòmades que ho van destruir «ràpidament assimilaren els assoliments dels artistes grecobactrians que havien adoptat els de la cultura grega».
Els personatges representats en les troballes presenten diversos tipus ètnics: alguns són xinesos i de tipus mongoloide, uns altres amb cares redones i llavis gruixuts són semblants als primers habitants de Bactriana. Els perfils són de tipus grec.
La moneda que aparegué a la boca d'un esquelet denota «una forta influència de la religió grega que havia reemplaçat alguns dels antics rituals funeraris dels nòmades». La presència del crani d'un cavall en una de les tombes recorda els ritus escites, així com el túmul tenia la forma d'un kurgan «en què s'enterrava els avantpassats amb enormes munts de cavalls sacrificats ritualment». Les troballes de Tillia tepe estan prop dels descobriments grecoescites del Bòsfor i al sud de Rússia, segons Cambon. Els escites «es trobaven en la cruïlla de la ruta marítima i la ruta terrestre».
Els descobriments mostren una influència grecoromana, grecobactriana, parta de Khorasan i escita de l'Alt Altai. La zona estava llavors subjecta a «moltes i variades influències culturals». Les troballes xineses o la influència índia «ens recorden que aquesta àrea fou travessada per la gran Ruta de la seda, que s'estenia des de la Xina fins a la Mediterrània». La cultura autòctona constituïa una «barreja original d'estils i civilitzacions de diferents orígens» i els objectes trobats són «els primers exemples d'un art hel·lenístic resultant de la barreja de la tradició artística grecoromana amb la de l'Àsia Central». Bernard descriu el descobriment com «una versió de l'Àsia Central de l'art grecoescita totalment original».
El tresor «il·lustra perfectament una societat nòmada cultivada i oberta a altres mons, des d'Euràsia fins a l'Extrem Orient».[112] El tresor de Tillia tepe «suggereix vincles fins ara desconeguts, que recorden el malbaratament d'or i luxe bàrbar dels kurgans escites del sud de Rússia, mentre que també s'hi suggereixen relacions amb les corones coreanes de l'època dels Tres Regnes».
Chuvin qualifica aquest descobriment com una «síntesi artística» que testimonia una «gran riquesa en què la diversitat de nacions i creences era respectada».[113] Per a Schiltz, el tresor de Tillia tepe dona «la major lliçó d'aquest meravellós conjunt: que tot l'art és aliatge, i el d'aquest aliatge és la terra afganesa que en fou el gresol»;[114] per a Sarianidi «la força del veritable art ignora les fronteres geogràfiques i encara més les polítiques, perquè pertany a la humanitat». Cambon resumeix el missatge lliurat per la troballa; segons ell, «Tillia tepe és abans de res un joc de ressonàncies infinites i distants que cobreix Euràsia».